# Episodi di Farscape (seconda stagione)
La seconda stagione della serie televisiva Farscape ha esordito negli Stati Uniti d'America su SciFi Channel il 17 marzo 2000 e in Italia sul canale Jimmy il 15 marzo 2006.
| nº | Titolo originale                                        | Titolo italiano                                         | Prima TV USA      | Prima TV Italia |
| -- | ------------------------------------------------------- | ------------------------------------------------------- | ----------------- | --------------- |
| 1  | Mind the Baby                                           | Chi bada al piccolo?                                    | 17 marzo 2000     | 15 marzo 2006   |
| 2  | Vitas Mortis                                            | Oltre la morte                                          | 24 marzo 2000     | 16 marzo 2006   |
| 3  | Taking the Stone                                        | Noi prendiamo la pietra                                 | 31 marzo 2000     | 17 marzo 2006   |
| 4  | Crackers Don't Matter                                   | Chi se ne frega dei cracker                             | 7 aprile 2000     | 20 marzo 2006   |
| 5  | Picture If You Will                                     | Ai confini della realtà                                 | 21 aprile 2000    | 21 marzo 2006   |
| 6  | The Way We Weren't                                      | Come non eravamo                                        | 14 aprile 2000    | 22 marzo 2006   |
| 7  | Home On the Remains                                     | La miniera sul Budong                                   | 16 giugno 2000    | 23 marzo 2006   |
| 8  | Dream a Little Dream                                    | Sogna un po' di me                                      | 23 giugno 2000    | 24 marzo 2006   |
| 9  | Out of Their Minds                                      | Fuori di testa                                          | 7 luglio 2000     | 27 marzo 2006   |
| 10 | Look At the Princess (Part 1): A Kiss Is But a Kiss     | Un bacio è solo un bacio - Occhio alla Principessa P. 1 | 21 luglio 2000    | 28 marzo 2006   |
| 11 | Look At the Princess (Part 2): I Do, I Think            | Lo voglio... credo - Occhio alla Principessa P. 2       | 28 luglio 2000    | 29 marzo 2006   |
| 12 | Look At the Princess (Part 3): The Maltese Crichton     | Giu' la testa - Occhio alla Principessa P. 3            | 4 agosto 2000     | 30 marzo 2006   |
| 13 | My Three Crichtons                                      | I miei tre Crichton                                     | 14 luglio 2000    | 31 marzo 2006   |
| 14 | Beware of Dog                                           | Attenti al Vorc                                         | 11 agosto 2000    | 3 aprile 2006   |
| 15 | Won't Get Fooled Again                                  | Questa volta non ci casco                               | 18 agosto 2000    | 4 aprile 2006   |
| 16 | The Locket                                              | Il medaglione                                           | 25 agosto 2000    | 5 aprile 2006   |
| 17 | The Ugly Truth                                          | La triste verità                                        | 8 settembre 2000  | 6 aprile 2006   |
| 18 | A Clockwork Nebari                                      | Arancia meccanica Nebari                                | 15 settembre 2000 | 7 aprile 2006   |
| 19 | Liars, Guns and Money (Part 1): A Not So Simple Plan    | Un piano complicato - Bugiardi, pistole e denaro P. 1   | 5 gennaio 2001    | 10 aprile 2006  |
| 20 | Liars, Guns and Money (Part 2): With Friends Like There | Con amici come questi - Bugiardi, pistole e denaro P. 2 | 12 gennaio 2001   | 11 aprile 2006  |
| 21 | Liars, Guns and Money (Part 3): Plan B                  | Piano B - Bugiardi, pistole e denaro P. 3               | 19 gennaio 2001   | 12 aprile 2006  |
| 22 | Die Me, Dichotomy                                       | Diviso a metà                                           | 26 gennaio 2001   | 13 aprile 2006  |

## Chi bada al piccolo?
- Titolo originale: Mind the Baby
- Diretto da: Andrew Prowse
- Scritto da: Richard Manning

### Trama
Moya è sotto attacco, ma non è ancora in grado di partire a starburst. Zhaan è in crisi per la scomparsa di John e D'Argo che nel frattempo sono su un asteroide, in una vecchia miniera abbandonata, mentre Aeryn è fuori col suo predatore in cerca di cibo. In realtà, la donna sta comunicando con Creis, col quale sembra avere un accordo di cui né John né D'Argo devono venire a sapere. John e D'Argo parlano nell'attesa del ritorno di Aeryn e D'Argo viene informato che Creis ha rapito Talin, quando arriva la donna con dell'acqua. I due vorrebbero lasciare l'asteroide per cercare Moya, ma Aeryn li informa che in giro ci sono ancora dei moroder dei pacificatori e non sarebbe prudente. Dopo una forte discussione, Aeryn perde la calma e se ne va. Su Moya, Rygel è depresso perché la nave ha deciso di tornare nel campo degli asteroidi per cercare Talin, ma la loro unica difesa è il vecchio e malconcio scudo preso dalla zerbinium. Intanto, sulla portaerei, Scorpius riceve un altro rapporto negativo da Braca; decide così di cambiare tattica. Nel frattempo, Creis cerca di far ragionare Talin quando arriva Aeryn che gli parla e gli dice che lo vgliono solo aiutare. Il piccolo leviatano gli fa allora sentire dei segnali provenienti dai pacificatori che lo disorientano, ma Aeryn gli dice di non avere paura, che non gli faranno niente, dopodiché si calma. Creis dice ad Aeryn che non riesce ancora a farsi ubbidire da Talin e che, essendo ancora privo di armi e dello starburst, è impossibile per loro muoversi da lì. John e D'Argo cercano di passare il tempo in attesa di Aeryn. Una volta che la donna arriva, John vuole sapere cosa sta succedendo. Messa alle strette, dice di essere in contatto con Creis e che lo sta aiutando a controllare Creis. I tre litigano, fino a quando D'Argo la colpisce con la sua lingua tramortendola. Dopo averne discusso con John, quest'ultimo si prepara ad andare da Creis. Zhaan è sempre in profonda crisi e a nulla valgono le parole di Chiana che le dice che Moya sta tornando indietro. D'Argo e Aeryn discutono ancora su Creis e quest'ultimo sta contattando Scorpius, col quale sembra avere un altro accordo ancora. John arriva su Talin e Creis gli chiede se ha fatto del male ad Aeryn; l'uomo dice a John che l'unica cosa che vuole è fuggire, ma quando John lo minaccia, Creis allerta Talin che c'è un estraneo a bordo e quindi gli punta contro le armi, ma John prende in ostaggio Creis che deve cedere. Moya accelera improvvisamente, sembra aver rilevato una traccia del suo piccolo. Chiana vorrebbe andarsene con Rygel utilizzando il modulo di John, ma poi ci ripensa. Sulla portaerei hanno rilevato un segnale di Moya. La nave leviatana si trova davanti un predatore che sta tentando di attraccare, è John con Creis. Chiana è molto contenta di rivedere John, e poi va a trovare Zhaan, che lo crede frutto della sua mente. D'Argo e Aeryn stanno aspettando il ritorno di John, che arriva a prenderli quando Pilota gli comunica che sta arrivando Scorpius. Rygel è molto contento di rivederli, tanto da avere un blocco alle vie respiratorie per la forte emozione. Aeryn chiede il permesso a Moya per contattare Talin per convincerlo a non scappare. Dopodiché, Aeryn va da Zhaan e alla fine riesce a spronarla. Creis parla con D'Argo e poi gli dice che vuole tornare su Talin in quanto è l'unico che possa proteggerlo dai pacificatori. Scorpius parla con Braca di Moya e gli comunica che vuole sorprenderli e attaccarli, mentre si stanno avvicinando sempre di più. Talin sta energizzando le sue armi contro Moya e poi le spara, dicendo che ha paura e ha bisogno di un comandante che lo guidi. Aeryn vorrebbe andare su Talin per prenderne il comando, ma il piccolo vuole che sia Creis a guidarlo e nessun altro e apre di nuovo il fuoco, mettendo fuori uso gli scudi di Moya, che fortunatamente non riporta gravi danni. Aeryn è decisa ad andare con Creis e di rimanere sulla nave per tutto il tempo che sarà necessario. John non vuole lasciarla andare, ma ormai non c'è più tempo, così libera Creis e la donna conferma di voler andare con lui. John promette a Creis che se farà del male al piccolo o ad Aeryn gli darà la caccia. John e Aeryn si devono salutare. Una volta saliti a bordo da Talin, questi dà a Creis il trasmettitore neurale, un'interfaccia diretta che gli consente di divenire un tutt'uno con lui. Aeryn vorrebbe che se lo togliesse, ma Creis le dice di tornare su Moya. Quando la donna si rifiuta, i due iniziano a lottare e Talin apre il fuoco su di lei. Aeryn è costretta a lasciare Talin e a tornare su Moya. Intanto, Scorpius è pronto ad aprire il fuoco quando riceve una chiamata da Creis che gli dice di aver ucciso Crichton. Scorpius fa aprire il fuoco sia su Moya che su Talin, che parte subito a starburst e subito dopo anche Moya. Scorpius è molto adirato e ordina l'inseguimento del leviatano. D'Argo va da Zhaan che ha deciso di rallentare la sua ricerca spirituale. Aeryn e John sono insieme da Pilota. La donna sente di avere fallito, nonostante Pilota le dica che Talin ha scelto Creis di sua spontanea volontà. Aeryn è convinta che Creis sia cambiato in quanto non ha tentato di eliminarli avendone la possibilità, ma John non è dello stesso parere.
- Guest Star: Lani Tupu (Capitano Bialar Crais), Wayne Pygram (Scorpius), David Franklin (Braca), Jennifer Fischer (PK Nurse)

## Oltre la morte
- Titolo originale: Vitas Mortis
- Diretto da: Tony Tilse
- Scritto da: Grant McAloon

### Trama
John, Zhaan e D'Argo sono scesi su un pianeta dove dovrebbe esserci un Laxan. Dopo un po' si apre una porta e i tre si avvicinano per entrare nella stanza, ma vengono fermati. La donna Laxan dice che solo D'Argo può entrare. Una volta che si è avvicinato, la donna le dice di chiamarsi Niman; D'Argo fa per uscire, in quanto la donna è una sacerdotessa “Loriken” e non si sente degno di stare al suo cospetto. Niman lo fa avvicinare chiamandolo “generale” D'Argo, e che ha bisogno del suo aiuto perché sta morendo. Lui si offre di assisterla nel passaggio, ma quando la sacerdotessa affonda la sua mano nello stomaco di D'Argo, scopre che è un impostore. John lo vuole portare via da lì, ma Zhaan gli dice che D'Argo è stato umiliato e insiste perché rimanga; poi, D'Argo gli spiega che fece il tatuaggio durante una guerra per proteggere il suo vero generale, che non avrebbe retto se fosse stato catturato. Decide così di ritornare da Niman per spiegarle com'è andata veramente, lei vorrebbe cacciarlo, ma lui insiste. Su Moya, intanto, Chiana è intenta a fare il bucato e quando Aeryn le porta anche le sue cose le due iniziano a discutere. D'Argo spiega a John che dovrà assistere Niman durante il rituale di passaggio, ma John scopre che l'amico potrebbe anche morire e tenta di fargli cambiare idea, ma senza riuscirci e gli spiega che per un Laxan è l'onore più grande che potrebbe mai capitargli. Zhaan e D'Argo tornano su Moya, e John rimane per parlare con Niman, esprimendole la sua preoccupazione per l'amico, poi le chiede quanto sia importante per lei questo rituale e lei gli spiega che è da oltre nove cicli che non vede un laxan e che farsi aiutare da D'Argo è il suo ultimo desiderio. Nel frattempo, su Moya, D'Argo raccoglie tute le sue cose laxan, quando arriva Rygel che vorrebbe vendere i suoi oggetti, ma arriva Chiana che chiede a D'Argo quanto sia pericoloso questo rituale, e lui le dice di no preoccuparsi, che presto sarebbe stato di ritorno, ma Rygel non gli crede. Mentre John attende fuori dalla porta, D'Argo e Niman sono pronti per il rituale, uniscono le mani col sangue ma, invece di trapassare, la donna assorbe l'energia vitale di D'Argo e ringiovanisce improvvisamente. Intanto, su Moya, Chiana rimane bloccata nel liquido “amnexus”, che si è ghiacciato mentre faceva il bucato. Chiede così aiuto ad Aeryn che sembra divertita dalla cosa, quando arriva Zhaan che chiede a Pilota cosa stia succedendo, ma lui non ha una risposta. Sul pianeta, il rituale del “rinnovamento” ha funzionato e sia D'Argo che Niman stanno bene. Aeryn e i DRD cercano di liberare Chiana, ma senza riuscirci. John è tornato su Moya, quando Pilota comunica che le paratie esterne della nave si stanno deteriorando. Chiana è sempre bloccata nel liquido ghiacciato quando si forma una breccia nello scafo. John dice a Rygel di aiutare i DRD a controllare le paratie di Moya quando si forma un foro proprio dove sono loro. Rygel viene risucchiato e, col suo “sedere”, tappa la falla. Aeryn ritorna dopo un giro esterno con un pezzo della nave che porta a Zhaan da analizzare. D'Argo e Niman salgono su Moya, la donna vorrebbe aiutarla, ma il suo intervento peggiora le cose, e non capisce perché, ma D'Argo è convinto che loro due centrino qualcosa con quello che sta succedendo. Niman, allora, gli dice che, durante il rituale, lei non si è legata a lui ma al leviatano, e per questo la nave sta morendo. La donna decide di tornare sul pianeta, per evitare di far ulteriore male a Moya. Pilota vuol parlare da solo con Aeryn, e le dice che la sua connessione con Moya sta cedendo e stanno invecchiando precocemente. Aeryn va da D'Argo e Niman armata, fa fuoco sulla donna, D'Argo si mette in mezzo ma Niman lo salva e blocca John e Aeryn, dopodiché se ne vanno. I DRD liberano Aeryn e John. Sul pianeta, Niman vorrebbe andarsene, ma D'Argo non può lasciar morire Moya, ma Niman non è disposta a rinunciare a ciò che ha. John ritorna sul pianeta e vuol parlare con D'Argo, che esce armato, ma John depone la sua pistola e gli dice che Pilota e Moya stanno morendo. D'Argo è combattuto su ciò che sa che deve fare, poi torna da Niman per ripetere il rituale. Niman muore tra le sue braccia. Moya si sta riprendendo e Chiana è finalmente libera, anche il “sedere” di Rygel sta meglio! Pilota e Moya ringraziano Aeryn, che gli chiede quanto vive di solito un leviatano e le dice che vivono circa trecento cicli ed il loro pilota muore assieme alla nave. John cerca di confortare D'Argo.
- Guest Star: Melissa Jaffer (Nilaam da anziana), Anna Lise Phillips (Nilaam da giovane)

## Noi prendiamo la pietra
- Titolo originale: Taking the Stone
- Diretto da: Rowan Woods
- Scritto da: Justin Monjo

### Trama
John sta facendo delle riparazioni su Moya quando arriva Chiana che ha bisogno del suo aiuto, ma John le dice che è impegnato e che non ha tempo, così la ragazza se ve va. Entra in sala manutenzioni e prende una lama laser e si apre la pancia da cui estrae una pietra rossa che dopo un attimo smette di lampeggiare. Chiana è disperata, tanto da prendere il predatore di Aeryn e lasciare Moya. D'Argo trova la pietra e la porta agli altri, Zhaan riconosce che si tratta del disco della vita, colui che lo porta è collegato ad una persona, e che chiunque fosse collegato a lei è morto. Chiana atterra su un pianeta e viene aggredita. Aeryn, John e Rygel scendono anche loro con una navetta di Moya. L'intero pianeta è ricoperto di tombe, è “un pianeta cimitero reale”. John trova delle cose che appartengono a Chiana e decidono di entrare nell'edificio. Rygel, invece, preferisce stare fuori, dove trova una tomba piena di preziosi. Nel frattempo, John e Aeryn sono entrati e trovano Chiana che grida legata a testa in giù. I due intervengono, ma la ragazza, invece di ringraziarli ed essere felice di vederli, si arrabbia molto e se ne va con Mollon, Vina e Garda che li considerano dei decrepiti. John affida ad Aeryn il compito di parlare con Chiana. Rygel torna su Moya e dice a D'Argo di essere stato lasciato solo, ma non gli crede e trova gli oggetti che ha trafugato dalle tombe, poi lo lascia da solo e Rygel apre una scatola dove trova una maschera. Chiana viene raggiunta da Aeryn che le restituisce il disco e la ragazza le dice che era collegata a suo fratello che è morto, poi si offre di mostrarle il posto e le propone di restare. John, intanto, incontra Mollon e Garda, quest'ultimo deve affrontare la “Pietra”, che consiste nel gettarsi nel vuoto e creare con la voce una rete sonica che attutisca la caduta, ma non ce la fa e muore. Chiana è intenzionata a provarlo. A quel punto, John vuole portarla via, ma Aeryn glielo impedisce. Su Moya, Zhaan sta pregando nella stanza di Rygel per allontanare un'eventuale maledizione, ma la manda via. John e Aeryn parlano con Vina, che è incinta e non è disposta a ragionare. Aeryn accompagna John a parlare con Chiana e la ragazza gli dice che non è lì per causa sua e che non ha bisogno del suo aiuto, che le piace stare con quella gente e che poteva andarsene da Moya quando voleva e gli dice addio. Aeryn non le dice niente, le chiede solo se farà il salto. John sta cercando Mollon quando trova una donna che lo sta seguendo da un po', il suo nome è Janix, e sta morendo, e tutti gli altri la considerano una “perduta” perché non ha affrontato la “Pietra” al suo ventiduesimo ciclo. Dopodiché va da Mollon e gli chiede perché abbia coinvolto Chiana in questa follia, ma il ragazzo parlerà solo se lui mangerà un fungo allucinogeno, ma dovrà fare attenzione perché uno dei quattro è mortale. John lo mangia e Mollon gli dice che vuole che Chiana prenda il suo posto nel salto; John è intenzionato a fermarla, ma forse non ricorderà nulla di quanto detto. Al suo risveglio c'è Aeryn, alla quale dà il campione di pelle di Janix da far avere a Zhaan da analizzare per scoprire perché questi ragazzi muoiono. Chiana dice a John che farà il salto e lui la narcotizza ma, mentre la sta portando via, arriva Aeryn che glielo impedisce e gli dice di lasciarle affrontare la cosa a modo suo. Nel frattempo, su Moya, Rygel ha addobbato la sua stanza con gli oggetti rubati quando questi cominciano a volare a terra, tranne la maschera. Sul pianeta, John e Aeryn vengono informati da Zhaan che i ragazzi muoiono a causa dell'elevata esposizione alle radiazioni presenti nelle grotte. Basterebbe che vivessero sulla superficie. Vina sta partorendo, John e Aeryn vorrebbero aiutarla e cercano di spiegarle come stanno le cose, ma la ragazza li caccia via. Chiana è pronta al salto, quando arriva John che vuole spiegare a Mollon e agli altri che se abbandonano le grotte possono vivere più a lungo, e di mettere la cosa al voto del “clan”. Intanto, su Moya, Rygel è terrorizzato a tal punto che decide di riportare tutti gli oggetti al suo posto. Il clan, alla fine, decide di rimanere nelle grotte e continuare il salto. John va da Chiana, i due sono soli e la ragazza le parla del suo passato, dopodiché affronta il salto e sopravvive. Aeryn e John sono davanti al Predatore in attesa che Chiana prenda la sua decisione, mentre Rygel sta rimettendo gli oggetti al loro posto. Chiana torna su Moya.
- Guest Star: Anthony Hayes (Molnon), Peter Scarf (Das), Michela Noonan (Vyna), Natasha Beaumont (Janixx)

## Chi se ne frega dei cracker
- Titolo originale: Crackers Don't Matter
- Diretto da: Ian Watson
- Scritto da: Justin Monjo

### Trama
Su Moya devono far salire un certo T'Raltixx per installare un congegno in grado di rendere la nave invisibile modificando gli impulsi elettromagnetici della nave, ma prima devono testarne uno più piccolo sul modulo di Crichton, ma per non più di dieci microt o si potrebbe surriscaldare ed esplodere. Il congegno funziona. Aeryn, per poter comprare un faro contenente un messaggio di Scorpius, ha potuto comprare solo dei “cracker”. Parlando con John, Pilota gli esprime i suoi dubbi sugli effetti che il congegno potrebbe avere su Moya. Entrambi non nutrono troppa fiducia nell'alieno. Per creare un dispositivo “sentrak” abbastanza grande per Moya, T'Raltixx dice che deve far ritorno sul suo pianeta, ma per arrivarci, dovranno attraversare un ammasso costituito da cinque pulsar la cui luce potrebbero causare degli strani effetti ad essere “inferiori”, come stordimento e perdita di giudizio. L'unica che sembra esserne immune è Zhaan che anzi ne è molto attratta. Chiana sta mangiando i cracker, e John sembra esserne alquanto irritato, poi se ne va e arriva D'Argo che parla con la ragazza. Rygel non vuole T'Raltixx tra i piedi e John lo manda nella camera centrale dicendogli che Chiana si sta mangiando tutti i cracker. Zhaan va da Aeryn, intenta a far funzionare il faro dei pacificatori, ma le due donne, che cominciano a risentire degli effetti della luce, iniziano a litigare, quando John dice a Zhaan di raggiungerlo per far da “babysitter” a T'Raltixx. Rygel sta mangiando i cracker quando arriva D'Argo che, in un impeto d'ira, glieli infila in bocca fin quasi ad ucciderlo, ma improvvisamente si ravvede e lascia la stanza. T'Raltixx chiama Pilota, convinto che Zhaan stia male, ma viene rassicurato sul fatto che la donna sta solo provando “piacere”, poi gli domanda se gradisce gli ospiti che ha a bordo, e Pilota risponde di no. John lo chiama e gli ordina di fare un'analisi ad ampio raggio del pianeta. Chiana ed Aeryn stanno litigando a causa del messaggio, quando arriva John che dice ad Aeryn di farglielo ascoltare, ma Chiana comincia a dare i numeri e arriva D'Argo che litiga con John, che si rende conto che c'è qualcosa che non va; tutti sembrano calmarsi. Chiana e D'Argo se ne vanno. John chiama Pilota, ma quest'ultimo non gli risponde. T'Raltixx colpisce un DRD. John va da lui per chiedergli spiegazioni sulle pulsar e perché lui sembra esserne immune, e gli dice che forse dipende dal fatto che è cieco. Zhaan vorrebbe rimanere lì per sempre. Aeryn gira per la nave armata cercando Rygel e, quando lo trova, forma un'alleanza dicendogli che ha un piano. D'Argo e Chiana si convincono che Aeryn abbia ricevuto una proposta da Scorpius e che glieli voglia consegnare. Zhaan incontra D'Argo e, dopo aver parlato, lui la stordisce e la fa prigioniera perché convinto che lei e John siano in combutta. Quest'ultimo è da Pilota il quale lo colpisce dopo un diverbio. John ha un'intuizione, così va da Aeryn e Rygel, intenti ad accaparrarsi i cracker e l'uomo comincia a dare i numeri. Pilota sta cercando i suoi DRD e T'Raltixx gli dice che li ha lui in quanto necessita di luce, poi gli fa una proposta. D'Argo e Chiana sono attorno al modulo di John perché lo vogliono utilizzare per lasciare Moya. Quando arriva John trova Zhaan a terra e gli dice che non andranno da nessuna parte perché ha tolto un pezzo dalla navetta e ha disabilitato i portelli dell'hangar. Aeryn e Rygel stanno organizzando una specie di palizzata quando arriva John e la donna gli spara addosso. Chiana ascolta il messaggio di Scorpius, ma arriva John e per liberarsi, gli dà una ginocchiata e scappa, a quel punto, Scorpius si materializza a John. Aeryn vuole prendere il controllo di Moya, mentre John vaga per la nave con “Scorpius”. T'Raltixx chiede a Pilota più luce e poi gli dice che l'equipaggio sta tramando contro di lui. John trova D'Argo e lo disarma, ma per precauzione lo ferisce ad una gamba, ma si distrae e D'Argo fugge. John trova Chiana, in un primo momento la vorrebbe uccidere, ma poi ci ripensa e la fa prigioniera. Rygel ed Aeryn discutono, fino a quando la donna lo colpisce e arriva John il quale, dopo un'accesa discussione fatta di insulti, recriminazioni e una sparatoria, la colpisce e la porta assieme agli altri e tenta di parlargli. John cerca di fargli capire che, da quando T'Raltixx è salito a bordo, tutti si comportano da pazzi, e che hanno superato il campo delle pulsar da un pezzo. Zhaan conferma che, quando T'Raltixx le era vicino, la luce era molto più intensa. Quest'ultimo, intanto, chiede a Pilota ancora più luce, e lui gliela dà. Moya è bioluminescente. John libera tutti, ma sarà lui ad affrontare T'Raltix perché, fra tutti loro, è quello che risente meno degli effetti della luce, in quanto “stupido” rispetto agli altri. Viene cosparso di una strana crema verde puzzolente da Zhaan, D'Argo gli dà la sua spada Qualta, Aeryn gli dà uno scudo ricavato da un pannello del suo predatore, Chiana gli dà un mantello e Rygel gli dà il dispositivo dell'invisibilità. È pronto ad entrare in azione. T'Raltixx avverte la presenza di qualcuno, ma John riesce ugualmente a tagliare i collegamenti a Moya. Quando perde l'invisibilità, T'Raltixx gli spara contro, ma nonostante tutto, John riesce ad eliminarlo. A bordo di Moya tutti sono mortificati per quanto si sono detti e si chiedono scusa a vicenda, ma per certe cose, ci vorrà un po' di tempo.
- Guest Star: Wayne Pygram (Scorpius/Harvey), Danny Adcock (T'raltixx)

## Ai confini della realtà

### Trama
Chiana acquista un quadro da una commerciante aliena. L'opera è però una trappola del mago Moldis. Vengono così risucchiati in una dimensione parallela Crichton. Dargo e Zhaan.
- Titolo originale: Picture If You Will
- Diretto da: Andrew Prowse
- Scritto da: Peter Neale
- Guest Star: Chris Haywood (Maldis/Kyvan)

## Come non eravamo
- Titolo originale: The Way We Weren't
- Diretto da: Tony Tilse
- Scritto da: Naren Shankar

### Trama
Un gruppo di pacificatori, comandati dal tenente Velorek, è salito a bordo di un leviatano, dove il comandante Creis ordina che il suo vecchio Kal'Keta (Pilota) venga eliminato e sostituito. Tra di loro c'è anche Aeryn. Su Moya, Chiana mostra a John una vecchia registrazione che mostra che Aeryn era già stata a bordo del leviatano. Il video viene mostrato sia ad Aeryn che agli altri, scatenando le loro reazioni di odio e rancore nei confronti della donna. John prende le sue difese e riesce a calmarli. Aeryn racconta loro altri fatti avvenuti a quel tempo. (Aeryn era un pilota di “predatori” e di punto in bianco, venne assegnata ad una nave trasporto, e mentre svolgeva il suo compito, ha visto il momento in cui Pilota è stato portato a bordo). D'Argo è convinto sia meglio non far vedere il video a Pilota, potrebbe prenderla male. (Velorek ha il compito di collegare il nuovo Pilota alla nave). John vorrebbe parlare con Aeryn, ma lei no, e prosegue con i suoi ricordi. (Lungo i corridoi di Moya, Aeryn incontra Zhaan, mentre Creis impartisce ordini a Velorek). Aeryn continua a sentire le grida del vecchio leviatano e scoppia in lacrime quando arriva John che la stringe tra le sue braccia e Aeryn gli dice che aveva una relazione con Velorek. In quel momento, Pilota la chiama e le dice di raggiungerlo; qualcuno gli ha mostrato il video. Pilota accusa Aeryn di avere ucciso a sangue freddo il precedente “pilota”. La donna cerca di giustificarsi, ma Pilota tenta di ucciderla quando quest'ultimo ricorda il giorno in cui è arrivato e lo hanno messo nella sua postazione attuale e lo hanno collegato a Moya. Aeryn chiama John che accorre in suo aiuto insieme a D'Argo, ma vengono sbattuti a terra, dopodiché, Pilota pressurizza la stanza. (I pacificatori non hanno tempo di collegare Pilota in modo naturale). Pilota si ferma, ma ordina ad Aeryn di lasciare Moya, che non si muoverà da lì finché lei sarà a bordo. D'Argo e Chiana scoprono che è stato Rygel a dare il video a Pilota, e Moya sta andando alla deriva. Zhaan sta medicando Aeryn mal volentieri, e quest'ultima, dopo averle parlato, decide di lasciare Moya. (Aeryn e Velorek sono assieme in un momento di intimità, nella quale l'uomo le dice che vorrebbe stare sempre con lei, sfruttando il suo grado, ma Aeryn sembra non essere interessata più di tanto. Velorek le dice di non essere disposta a lasciar morire il leviatano sotto le mani di Creis e le propone di andarsene via con lui). Zhaan comunica a John che Aeryn è intenzionata a lasciare Moya, e John decide di andare a parlare con Pilota. (Il processo di innesto di Pilota è concluso, e Velorek sta per riattivare Moya, ma una volta attivata, questa causa forte dolore a Pilota. Moya sente che ha un nuovo Pilota e, nonostante lei tenti di rigettarlo, viene costretta contro la sua volontà ad accettarlo). Pilota trancia il suo collegamento con Moya, e la nave è costretta a compensare, ma Pilota non sente più il dolore causato dal frettoloso collegamento dei pacificatori. D'Argo e gli altri capiscono che per riuscire a riconnetterlo alla nave hanno bisogno del suo aiuto. (Aeryn raggiunge Velorek, intento a parlare con un suo sottoposto di un progetto, e così si ferma ad ascoltare cosa si dicono). Aeryn vuole a tutti i costi parlare con Pilota, ma viene fermata da John, convinto che sotto ci sia più di quanto hanno detto finora. Nel frattempo, Pilota ha messo i DRD a difesa della sala comandi. mentre si avviano verso Pilota, John chiede ad Aeryn cosa sia successo tra lei e Velorek. (Aeryn e Velorek sono nella stanza di quest'ultimo, a cui è stato affidato un nuovo incarico e lei gli dice che vorrebbe seguirlo, e poi aggiunge di smetterla nel suo piano di sabotaggio ai danni di Creis quando questi arriva con dei soldati e lo fa arrestare per tradimento e concede ad Aeryn di tornare a pilotare il “predatore” come ricompensa per aver fatto la delatrice). Aeryn aveva scoperto che il vero piano di Creis era ingravidare un leviatano in modo da fargli concepire una nave da guerra. Zhaan, D'Argo e Chiana discutono tra loro, mentre Pilota ordina ai DRD di far fuoco su Aeryn e John, ma i due riescono ad evitare i colpi e a raggiungerlo. John cerca di farlo ragionare ed Aeryn è pronta a farsi uccidere, se questo allevierà tutto il male che le ha fatto, ma in cambio, di risparmiare le vite di tutti gli altri. Al che, Pilota racconta la storia dal suo punto di vista. (Velorek sta parlando con Pilota che gli dice di voler essere collegato a tutti i costi ad un leviatano per poter vedere le stelle. Velorek gli propone di prendere il posto di un leviatano, sapendo che questo ne comporterà la sua morte, e Pilota accetta). A quel punto, Pilota dice ad Aeryn che è stato lui la causa della morte del vecchio pilota e non sua. Aeryn lo accarezza sul viso e lui contraccambia. Ora è disposto ad aiutarli a ricollegarlo a Moya, ma questa volta avverrà in modo naturale. John e Aeryn stanno parlando quando lui le chiede se abbia amato veramente Velorek, ma lei non gli risponde.
- Guest Star: Lani Tupu (Capitano Bialar Crais), Alex Dimitriades (Velorek)

## La miniera sul Budong
- Titolo originale: Home on the Remains
- Diretto da: Rowan Woods
- Scritto da: Gabrielle Stanton e Harry Werksman Jr.

### Trama
Chiana accompagna Moya e gli altri sul “Budong”, la più grossa bestia della galassia, dove potranno fare rifornimento di cibo. La ragazza ha trascorso diverso tempo in quel luogo col fratello. Aeryn vorrebbe partire a starburst e allontanarsi il più possibile da quel luogo angusto, ma Zhaan sta male, deve assolutamente mangiare del cibo oppure morirà. John, D'Argo, Rygel e Chiana scendono sul budong, mentre Aeryn rimane su Moya con Zhaan. Appena atterrati, trovano qualcosa da mangiare. Ma improvvisamente, la sirena della miniera inizia a suonare e viene portato fuori il corpo di Tenmon, colui che avrebbe dovuto aiutare Chiana e i suoi amici. L'uomo è stato colpito dal liquido di una pustola della bestia e Chiana lo uccide per alleviare la sua sofferenza. Chiana incontra B'Sogg, fratello di Tenmon, e gli chiede di aiutarli a trovare del cibo, ma l'uomo acconsentirà soltanto quando gli avranno consegnato le armi, e nel frattempo fa chiudere la miniera fino a quando avrà catturato il “Kidva”. Mal volentieri gliele consegnano, ma B'Sogg non è disposto a dare del cibo anche a Chiana, solo agli altri. Mentre John, Rygel e D'Argo sono con B'Sogg, Chiana incontra Altana, una sua vecchia amica che le offre del cibo. Le due donne parlano e Altana le dice che ha fatto il “colpaccio”, ha trovato un filone di “cristalli noghelti” e che presto lascerà quel posto, e gliene darà una parte. Aeryn cerca di aiutare Zhaan, ma ha bisogno delle sue istruzioni, ma perde conoscenza. Pilota comunica ad Aeryn che le spore di Zhaan stanno cominciando a dare problemi a Moya. Sul budong, Rygel vorrebbe avere della carne, ma B'Sogg gli dice che se ne vuole la deve pagare. Per acquistare la carne, dovranno lavorare nella miniera e procurarsi i cristalli, ma Rygel preferisce tentare la sorte al gioco. John fa ritorno su Moya con del cibo, ma per Zhaan non è sufficiente, la donna ha bisogno di carne, altrimenti le sue gemme potrebbero diventare pericolose. Rygel perde perché l'uomo ha barato, ma questi pretende di essere pagato, ma Rygel non possiede niente. Nel frattempo, Chiana cerca di sedurre B'Sogg, quando arriva D'Argo, che si dimostra geloso e chiede all'uomo della carne, ma Bisog insiste che devono pagargliela, oppure Chiana dovrà stare con lui. D'Argo è contrario e l'aggredisce, ma Chiana è disposta a trascorrere la notte con lui, ma B'Sogg le dice che la vuole con sé per tutto il tempo che lui vorrà. Chiana e D'Argo litigano, fino a quando gli dice che c'è una soluzione, aiutare Altana a portare fuori i cristalli. Su Moya, Aeryn ha un'idea, e piazza delle potenti luci su Zhaan, ma la cosa non funziona e anzi, peggiora le cose, facendole produrre ancora più polline. Aeryn dice a Pilota che vorrebbe far salire Zhaan su una navetta e portarla fuori da Moya, ma la donna è sparita. John entra nella miniera a cercare D'Argo, ma trova Rygel intento a prendere un cristallo, e lo trascina via con lui, quando vengono raggiunti dal kidva e Rygel si nasconde. John fugge e ritrova Rygel e si aggrappa al suo “trono volante”. Quando il kidva lo sta per prendere, si sente un fischio che richiama la bestia. Zhaan continua ad emettere sempre più polline, mentre Aeryn continua a cercarla e Pilota non riesce ad intercettarla e Moya sta sempre più male. D'Argo è con Altana, che decanta le lodi di Chiana, quando arriva il kidva che mette fuori gioco D'Argo e uccide la donna. Su Moya, Aeryn ordina a Pilota di isolare il centro di comando e di iniziare la decompressione della nave. I livelli delle spore scendono. Nella miniera, intanto, di nuovo il fischio e la bestia se ne va. Chiana chiama John, che non ha trovato D'Argo, quando scatta l'allarme della miniera. D'Argo riemerge con il carico di cristalli e il corpo dilaniato di Altana. Fortunatamente, lui sta bene. Chiana dice a John che è convinta che B'Sogg sia il responsabile sia della morte del fratello che della donna, per poterle rubare i cristalli. Nel frattempo, su Moya, Zhaan è convinta che Aeryn la voglia uccidere e la colpisce, ma Aeryn non reagisce, anzi, cerca di farle capire che il suo polline sta uccidendo Moya. Zhaan le chiede aiuto e Aeryn la tramortisce con una testata e poi la carica sulla navetta. John torna nella miniera dove trova B'Sogg, e con lui la sua scorta di carne. B'Sogg richiama il kidva e se ne va quando sente la voce di Chiana, mentre la bestia attacca John. Dopo una breve lotta, John ha la meglio ed elimina il kidva. Chiana cattura B'Sogg, ma non riuscendo ad ucciderlo, spara ad una pustola del budong che schizza sull'uomo menomandolo, poi si gira e se ne va, lasciandolo lì a soffrire. Tornati su Moya, Zhaan è già arrivata alla sua quarta porzione di carne. Rimasta da sola con Aeryn, si scusa con lei per il suo comportamento. D'Argo raggiunge Chiana, i due parlano e alla fine lui la bacia, poi se ne va.
- Guest Star: John Brumpton (B'Sogg), Justine Saunders (Altana), Rob Carlton (Vija), Hunter Perske (Temmon), Gavin Robins (Keedva)

## Sogna un po' di me
- Titolo originale: Dream a Little Dream
- Diretto da: Ian Watson
- Scritto da: Steven Rae

### Trama
(John e D'Argo sono dispersi nello spazio, Aeryn tenta di recuperarli, ma un gruppo di pacificatori le spara contro e il suo predatore salta in aria). Zhaan si risveglia da un altro incubo, in cui John muore. Entrambi sono su una navetta in avaria a causa di un danno cagionato da Rygel che, insieme ad Aeryn, li stanno andando a recuperare. John si mette a cantare e Zhaan gli racconta dei continui sogni che fa in cui lui muore. E gli racconta di quando lui, Aeryn e D'Argo erano rimasti dispersi nello spazio e lei, Rygel, Pilota e Moya si sono ritrovati, dopo venti giorni di ricerche, sul pianeta Litigara, dove le è successo qualcosa, e John le chiede di raccontargli cosa. (Litigara - Zhaan, Rygel e Chiana sono in un locale, la donna sta chiedendo informazioni al barista, che le dice di non aver mai visto i suoi amici, Rygel si ubriaca e Chiana combina guai. Pilota li contatta dicendogli che Moya vuole proseguire le ricerche del suo piccolo e vuole che ritornino a bordo, ma Zhaan si rifiuta, anche se Rygel e Chiana sono contrari alla sua decisione. Usciti dal locale, qualcuno fa scattare il verde del semaforo e Zhaan rischia di essere investita, fortunatamente non si fa niente, ma viene arrestata dalla polizia del posto. Chiana contatta Pilota dicendogli che necessitano di ancora un po' di tempo, dopodiché va alla prigione per vedere Zhaan. Mentre Chiana le chiede per quale motivo è stata arrestata, arriva il suo avvocato d'ufficio, Neiton Dershe, che le dice di essere lì per mancato rispetto di un semaforo pedonale, ma che non le daranno più di dieci giorni solari. Zhaan non può aspettare e a quel punto lo aggredisce, interviene una guardia ed aggredisce anche lei. Nello studio legale “Rumon - William & Mendel”, Jal Ruman contatta un suo uomo all'esterno dicendogli di proseguire col piano, poiché hanno trovato il soggetto perfetto: “Zhaan”. La donna, nel frattempo, sogna John, Aeryn e D'Argo che arrivano a salvarla, quando arriva la socia di Ruman che le propone di evadere e a questo scopo, le apre una sbarra e le dà ua mappa da seguire che la condurrà alla sua navetta. Zhaan segue le indicazioni e trova Chiana e Rygel, ma inciampa su un cadavere. Dei poliziotti tentano di catturarla, lei si ribella, ma alla fine la catturano e la incriminano per omicidio. In cella la raggiunge il suo avvocato, Neiton Dershe, che le dice che per questo reato c'è la pena di morte vittima era un certo Wesley Kenne, un giovane avvocato a favore dell'uguaglianza per le utilità, ovvero quel dieci per cento che non fa l'avvocato. Anche se non lo rimpiangerà nessuno, dato che era considerato un piantagrane per via delle sue idee sovversive a favore delle “utilità”. Dershe non può più far niente, al che Chiana gli chiede di difenderla, in quanto innocente, ma lui si rifiuta. Comincia il processo a Zhaan, che si dichiara innocente, il suo avvocato non è d'accordo e l'abbandona e Chiana e Rygel si offrono di difenderla, anche se lei è contraria. Zhaan viene ricondotta in cella. Rygel e Chiana si sono procurati tutti i libri di diritto, consapevoli che se perderanno, subiranno la stessa sorte dell'amica. I due tornano nel locale dove gli avvocati maltrattano le utilità non tutelate dalla legge. Chiana parla col barista e dichiara l'innocenza dell'amica, ma di non sapere come fare a difenderla, allora lui le dà un libro, l'”Assioma”, la base di tutto il loro diritto. In cella, Zhaan continua a vedere i suoi amici. Il processo riprende e Zhaan, per proteggere Chiana e Rygel, si dichiara colpevole, ma i due intervengono e riescono a convincere il giudice a proseguire, facendo imbavagliare Zhaan. Rygel interroga il primo testimone, il medico legale; poi è il turno della guardia in servizio la notte dell'omicidio, interrogata da Chiana; ed infine il poliziotto che ha arrestato Zhaan, che presenta una bruciatura al viso. Chiana contatta Pilota, dicendogli che hanno bisogno di più tempo, ma Moya concede loro solo il tempo di un altro giro del pianeta, dopodiché se ne andrà. Chaina è al locale, dove c'è il poliziotto e, parlando col barista, scopre che sul pianeta i Litigariani che hanno gli occhi azzurri e si espongono alla doppia luna piena si ustionano poiché non ne tollerano la luce. Chiana decide di farselo “amico”. Rygel, intanto, scopre qualcosa di interessante che potrebbe aiutarlo a salvare Zhaan. Il processo sta per ricominciare, ma Chiana è giù di tono. Rygel le dà qualcosa per tirarsi su, ma la ragazza esagera con le dosi. Chiana reinterroga la guardia, demolendone la testimonianza. Poi Rygel reinterroga il medico legale che gli conferma la presenza della doppia luna piena. Chiana reinterroga il poliziotto, che presenta una bella scottatura che, a suo dire si è procurato la notte dell'omicidio, ma la ragazza gli fa notare che la vittima, invece, non presentava nessun segno. Proseguendo con l'interrogatorio, si scopre che l'uomo, in passato, aveva lavorato nel settore privato come agente di sicurezza per lo studio legale “Rumon - William & Mendel”, di Jal Rumon. Chiama contatta Pilota per dirgli di aspettare, ma Moya si sta preparando a lasciare l'orbita, quando viene catturata e condotta nello studio di Rumon, che le dice che Zhaan, alla fine, verrà condannata e che se non vogliono finire in prigione con delle false accuse, è meglio se lasciano perdere tutta questa faccenda, dopodiché la lasciano andare. Nella sua cella, Zhaan sogna D'Argo che la conforta e le dice di reagire. Chiana raggiunge Rygel e Zhaan e prova a chiamare Pilota che le risponde e le dice che Moya ha sentito tutto e gli concede ancora un po' di tempo, quando Rygel trova il modo per vincere. Al processo, Chiana chiama al banco dei testimoni Jal Rumon, che giura sul “Sacro Assioma”. Chiana rompe una sedia e ne prende un pezzo che, in quel tribunale può essere utilizzato come strumento per distinguere il vero dal falso, dichiarando che quella è la “Luce della Verità”, che compare nell'antico testo. Quando è vicino ad un testimone, reagisce in un modo particolare, illuminandosi quando questi mente cambiando d'intensità. Con l'aiuto di Pilota, la luce si illumina sempre di più ad ogni risposta di Rumon. Alla fine, il giudice dichiara Zhaan innocente e fa arrestare Rumon). Nonostante sia passato del tempo, Zhaan dice a John di avere ancora degli incubi e, ad una sua battuta, gli confessa che ogni tanto non riesce proprio a capire di cosa parla, quando arrivano Aeryn e Rygel per riportarli su Moya.
- Guest Star: Steve Jacobs (Ja Rhumann), Sandy Gore (Giudice), Simone Kessell (Finzzi), Marin Mimica (Dersch), Peter Kowitz (Tarr)

## Fuori di testa
- Titolo originale: Out of Their Minds
- Diretto da: Ian Watson
- Scritto da: Michael Cassutt

### Trama
Qualcuno ha agganciato Moya e la loro nave sembra gravemente danneggiata. Lo scudo di Moya non è ancora attivo al cento per cento. Nel frattempo, Zhaan è salita a bordo della nave aliena, dove trova una creatura a terra ferita e cerca dargli aiuto. Questi le dice che sono stati attaccati da Talin. Zhaan gli dice che Moya non ha armi, che non devono temere nulla, al che l'alieno si rialza ed ordina alla sua compagna di aprire il fuoco. Fortunatamente, lo scudo regge, ma succede qualcosa. Tutti, a bordo di Moya, si sono scambiati di corpo: Aeryn in quello di Rygel, Rygel in quello di John e John in quello di Aeryn. Dall'altra parte della nave: D'Argo in quello di Pilota, Chiana in quello di D'Argo e Pilota in quello di Chiana. D'Argo fa fatica ad adeguarsi al corpo di Pilota, e quest'ultimo necessita di aiuto. Intanto, Zhaan accusa i Losiani di aver fatto fuoco su una creatura indifesa, allora Tak gli mostra il video in cui Talin apre il fuoco sulla loro nave. Zhaan cerca di farli ragionare, ma senza riuscirci. Su Moya, Pilota/Chiana aiuta D'Argo/Pilota a connettersi a Moya, che non lo riconosce. John/Aeryn mette al collo di ognuno la foto che rappresenta le loro vere identità. Pilota/Chiana cerca di contattare Zhaan, ma prima Aeryn/Rygel vorrebbe tornare nel proprio corpo, ma prima, lei e John/Aeryn vanno a riparare i condotti di energia bruciati. Zhaan convince Tak a salire su Moya per accertarsi di persona che non hanno armi, ma lei dovrà rimanere lì. D'Argo/Pilota si sta adattando al suo “nuovo” ruolo, ma Pilota/Chiana inizia a sentirsi male, quando ricevono una chiamata di Zhaan che gli racconta cos'è successo e li informa che l'alieno sta per salire a bordo di Moya. Pilota/Chiana ha le convulsioni e perde i sensi, sta rigettando il corpo della ragazza. La navetta del Losiano si sta avvicinando a Moya e si appresta ad attraccare, ma in quel momento, Rygel/John deve fare “pipì”, ma John/Aeryn deve aiutarlo! L'alieno Tak è a bordo, e Chiana/D'Argo controlla se ha armi. Tak cerca John Crichton. Pilota/Chiana si è ripreso, ma sente il distacco da Moya. Zhaan, intanto, sta pregando, e l'aliena dice di crederle che loro non c'entrano con quanto è successo, e le mostra un altro filmato che ritrae Creis in veste amichevole, loro lo hanno attaccato e Talin si è difeso, perché Tak si vuole evolvere. Su Moya, Rygel/John manda via Aeryn/Rygel e mostra a Tak la nave. John/Aeryn dà una “frugata” al corpo della donna che nel frattempo arriva con Chiana/D'Argo, cogliendolo sul fatto e minacciandolo. Lo scudo è stato riattivato, quindi lasciano la stanza, dove stanno arrivando Rygel/John insieme a Tak. Quest'ultimo dice di sentirsi male e vomita. In realtà si tratta di una sostanza corrosiva. Zhaan cerca, nel frattempo, di convincere l'aliena ad evolversi tradendo Tak, che vuole di nuovo attaccare Moya. Su Moya, Chiana/D'Argo propone a Rygel/John di lasciare la nave, cercando di convincerlo facendogli provare i piaceri che potrebbe provare se decidesse di rimanere nel corpo di John, ma questi si rifiuta, vuole tornare nel suo corpo a tutti i costi., quando arriva John/Aeryn che dice di essere convinto che Tak abbia fatto qualcosa mentre era lì, così vanno a controllare e trovano il danno e cercano una soluzione per ripararlo, in modo da far funzionare di nuovo lo scudo. I Losiani hanno agganciato di nuovo Moya. John/Aeryn fa disattivare lo scudo, gli alieni fanno fuoco, ma riescono a riattivarlo in tempo. Però, si scambiano di nuovo i corpi. Questa volta, John è in quello di Rygel, Aeryn in quello di John, Rygel in quello di Aeryn, Chiana in quello di Pilota, D'Argo in quello di Chiana e Pilota in quello di D'Argo. Zhaan riesce a convincere l'aliena a tradire Tak, e questa lo uccide. Su Moya c'è il caos, ma John/Rygel capisce cosa sta succedendo e quindi fa abbassare gli scudi al sessantadue percento. L'aliena vuole speronare Moya, ma Zhaan riesce a liberarsi e a metterla fuori gioco, mentre Chiana/Pilota tenta una manovra diversiva per non essere colpiti, con Moya che vuole partire a starburst. Zhaan si mette in contatto con Moya e gli dice di avere il controllo della nave, John/Rygel le ordina di far fuoco, ma Zhaan è molto confusa, sarà Aeryn/John a convincerla a far fuoco sulla nave. Tutti si mettono in posizione, mentre Zhaan è pronta a far fuoco. Finalmente ognuno ha riavuto il proprio corpo. Zhaan parla con Pilota di Talin. Pilota si ritira per parlare con Moya. Chiana si “ritira” con D'Argo e John con Aeryn!
- Guest Star: Lani Tupu (Capitano Bialar Crais), Thomas Holesgrove (Tak), Dominique Sweeney (Yoz)
- Nota - Primo scambio: John = Aeryn; Aeryn = Rygel; Rygel = John; Chiana = D'Argo; D'Argo = Pilota; Pilota = Chiana. Secondo scambio: John = Rygel; Aeryn = John; Rygel = Aeryn; Chiana = Pilota; D'Argo = Chiana; Pilota = D'Argo

## Un bacio è solo un bacio - Occhio alla Principessa Parte 1
- Titolo originale: Look at the Princess (Part 1): A Kiss Is But A Kiss
- Diretto da: Andrew Prowse e Tony Tilse
- Scritto da: David Kemper

### Trama
John e Aeryn sono all'interno del modulo di Crichton, dove la donna cerca di insegnargli a pilotarla. I due sembrano sempre più in intimità, quando Aeryn si ritrae e se ne va. Chiana soffre i suoi consigli, non richiesti, a John, quando Pilota li prega di raggiungerlo al centro di comando. Sono stati agganciati dal pianeta sottostante con dei cannoni autotraccianti ad impulso e non riescono ad andarsene. Un rappresentante del pianeta sta cercando di contattarli. Il consigliere Tailo viene rassicurato da Aeryn che loro non hanno niente a che fare con i pacificatori, l'uomo si convince che non sono una minaccia e li lascia andare, ma D'Argo gli chiede il permesso di scendere sul pianeta per fare rifornimenti. Tailo gli dice che è impossibile scendere durante il periodo dell'incoronazione, ma Rygel riesce a fargli cambiare idea, ottenendo così il permesso. John discute con Aeryn, che vuole i suoi spazi, così chiede a Chiana d'andare con lui, ma la ragazza si sta “intrattenendo” con D'Argo. A bordo di una navetta di Moya, John, Chiana, D'Argo, Aeryn e Rygel scendono sul pianeta, dove hanno una strana usanza: per appurare l'affinità sessuale, mettono sulla lingua un liquido e, a seconda del gusto che può essere dolce o amaro, si scopre se c'è intesa o meno. Rygel parla col consigliere Tailo che lo informa che se la principessa Katrana non troverà un uomo compatibile con lei, l'intero regno cadrà nelle mani del fratello, Klevor. Zhaan è rimasta su Moya e sia Pilota che la nave sono felici della sua decisione. Sul pianeta, nel frattempo, D'Argo e Chiana provano la loro compatibilità e, nonostante sia negativa, a loro non importa. Rygel e Aeryn intravedono uno “scarram”, e non preannuncia niente di buono, quando un uomo si avvicina con insistenza ad Aeryn e questa, per toglierselo di dosso, mette la goccia in bocca a Rygel e lo bacia. Pilota chiama Zhaan, la portaerei di Scorpius è nell'orbita del pianeta e stanno analizzando Moya. I due, d'accordo, effettuano uno starburst, nella speranza che i pacificatori li seguano per dare campo libero agli altri. John viene raggiunto da Tailo e dalla principessa che gli chiede di baciarla. Il bacio è dolcissimo e tutti ne sembrano entusiasti, tranne il fratello. John viene portato via dalle guardie e Tailo propone a John di sposare la principessa per procreare con lei dei discendenti forti e sani. Klevor vorrebbe stare da solo con John, ma Tailo ha ricevuto ordini diretti dall'imperatrice di sorvegliarlo costantemente. D'Argo e Chiana comunicano ad Aeryn che Moya se n'è andata e che John ha baciato la principessa. Aeryn si arrabbia e trascina con sé Chiana per andare da John. Scorpius si avvicina a D'Argo, che tenta di aggredirlo, ma entrambi sono disarmati. Lo scarram, Cargn, riconosce Scorpius e lo dice con Klevor, che è preoccupato per come si stanno mettendo le cose. D'Argo va da John e lo informa della presenza di Scorpius. Crichton non ha intenzione di sposare la principessa e D'Argo gli dice della proposta di Scorpius, la libertà in cambio delle informazioni sui tunnel spaziali, ma John non si fida, ed è intenzionato ad andare dalla principessa per chiudere questa storia. Zhaan chiede a Pilota se i pacificatori li hanno seguiti, ma appurato che sono rimasti là, decidono di tornare indietro. John parla con Klevor, e gli dice di stare tranquillo, che non ha nessuna intenzione di sposare Katrana, dopodiché va da lei, ma vengono raggiunti dall'imperatrice, che dice a John di non avere nessuna fiducia in suo figlio, che lui e Katrana sono gli unici in grado di mantenere la pace rimanendo neutrali sia con i pacificatori che con gli scarram. John incontra Scorpius e l'uomo si trova davanti ad una scelta, sposarsi o finire nelle mani del cattivo. A quel punto, John fa la proposta di matrimonio a Katrana. John e Aeryn stanno discutendo, la donna è arrabbiata, quando incontrano un cugino della corona, Dregon, che viene liquidato subito. Aeryn esce a fare una passeggiata e vede Katrana in compagnia di Tailo, e scopre che i due si amano ma non possono stare insieme. Tailo rimanda Katrana da John. Aeryn va a parlare con D'Argo e Chiana e quest'ultima la incolpa di tutto quello che sta succedendo e le rimprovera per il suo comportamento nei confronti di John. Intanto, Moya sta seguendo un segnale che l'attira, facendole lasciare la rotta per il pianeta. Aeryn incontra lo scarram che le vuole parlare in privato e le dice di non tollerare interferenze estranee e poi cerca di entrarle nella mente, ma la donna si ribella quando arriva l'imperatrice che li ferma. Aeryn è intenzionata a fermare questo matrimonio. A John, intanto, continuano a fare dei prelievi di DNA. Tailo spiega a John che il sangue della principessa è stato avvelenato, probabilmente da Klevor. Katrana chiama John e gli mostra come potrebbe essere suo figlio. John lo prende in braccio quando arriva Aeryn che, alla vista dei tre insieme, non dice nulla. Ma John viene a conoscenza di un particolare che lo riguarda: dopo il matrimonio verrà trasformato in statua senziente per circa ottanta cicli. Klevor litiga con Cargn, ma ha la peggio, poi penetra nella mente della sua fidanzata, Jen'Ar. Moya, intanto, si è fermata in uno strano posto, e Zhaan chiede a Pilota dove sono e lui le risponde che sono davanti al suo creatore, al suo costruttore, al suo Dio. Sul pianeta, John è sconvolto e ne parla con D'Argo e Chiana. D'Argo dice a John che deve andare fino in fondo, o come alternativa Scorpius gli sezionerà il cervello. Ma John pensa a tutti i suoi cari, che non rivedrà mai più. Che questo sia il suo destino? Nel frattempo, Aeryn va da lui e discutono ancora; John chiede alla donna di essere presente al suo matrimonio, ma lei non vuole e se ne va. John è pronto, quando viene aggredito dagli uomini di Klevor.
- Guest Star: Wayne Pygram (Scorpius), Felicity Price (Principessa Katralla), Bianca Chiminello (Jenavian Charto), Matt Day (Consigliere Elkar Tyno), Tina Bursill (Imperatrice Novia), Felix Williamson (Principe Clavor), Aaron Cash (Dregon), Gavin Robins (Cargn), Francesca Buller (ro-NA)

## Lo voglio…credo - Occhio alla Principessa Parte 2
- Titolo originale: Look at the Princess (Part 2): I Do, I Think
- Diretto da: Andrew Prowse e Tony Tilse
- Scritto da: David Kemper

### Trama
John sta per essere ucciso, ma l'intervento Jen'Ar gli salva la vita. In realtà, la donna è un agente sotto copertura che fa parte del direttorio speciale dei pacificatori, che ha il compito di uccidere Klevor qualora dovesse salire sul trono. John affronta Klevor e lo colpisce al volto e gli intima di togliergli di dosso Scorpius. D'Argo e John esigono più protezione da Tailo, ma vengono raggiunti dalla principessa Katrana che prende John a schiaffi e lo trascina via accusandolo di averla umiliata avendo aggredito il fratello, che ha raccontato alla madre, l'imperatrice, la sua versione dei fatti. John cerca di farle capire che è stato Klevor a tentare di ucciderlo, ma lei non le crede, e gli dice che l'imperatrice vuole sottoporlo ad ulteriori analisi. Zhaan ha dei problemi su Moya, quando le compare davanti una divinità, Kainu, Pilota cerca di parlargli, ma lui lo zittisce, spiegando a Zhaan che non è degno di rivolgersi a lui. Kainu informa Zhaan della sua volontà di porre fine alla vita di Moya poiché ha generato una nave da guerra. Aeryn e Chiana stanno discutendo quando vengono interrotte dal cugino dei reali, che invita Aeryn, ma questa lo caccia in malo modo. Katrana dice a John che non hanno trovato alcuna prova che posso ricondurre suo fratello all'aggressione che ha subito, quando nella stanza entra un congegno ovale che emette un gas, e le porte sono tutte bloccate. L'arrivo della serva li aiuta ad uscirne vivi. Katrana si scusa con John. Rygel vuole più protezione per John, e vorrebbe che fosse allontanato. L'imperatrice, dopo averne discusso a lungo con Rygel dell'ipotesi di far “sparire” John fino al momento delle nozze, affida l'uomo alla sua serva e lo fa andare nello spazio sulla navetta di Moya. Scorpius, però, si accorda con la donna che, per un'esigua ricompensa, accetta la proposta e, una volta a bordo, dice a John di installare un apparecchio sulla navetta in modo che Braca riesca a rintracciarli. Su Moya, intanto, Zhaan cerca di fermare la nave che sta per essere sospesa dal servizio. Kainu le dice che è stata una libera scelta di Moya, ma Zhaan non gli crede, allora la mette in contatto con Moya che conferma la sua volontà, dopodiché si spenga, lasciando Zhaan nella disperazione. D'Argo e Aeryn si arrabbiano con Rygel per non averli informati dell'allontanamento di John. Nel frattempo, John è nello spazio con la serva. Katrana e Jen'Ar si stanno punzecchiando quando arriva Aeryn che le aggredisce e dà loro una bella strapazzata. Klevor è con lo scarram, quando vengono interrotti da Chiana che li minaccia e poi se ne va. La navetta di John viene fatta attraccare ad un'altra navetta, dove a bordo si trova Braca. Scorpius si mette in contatto con loro e dice a Braca di ricompensare adeguatamente la serva. John cerca di liberarsi e inizia a manomettere la navetta, attirando l'attenzione delle navi reali che energizzano le armi e fanno fuoco. Dopo una colluttazione con John, la serva muore fulminata. Braca si eietta nello spazio e John, non ricevendo conferma del suo messaggio d'aiuto, decide di gettarsi nello spazio sperando di raggiungere la navetta di Moya vivo. Fortunatamente si salva. Zhaan cerca Kainu per chiedergli di creare una nuova nave per Pilota, ma questi si rifiuta. John è tornato sul pianeta e parla prima con D'Argo che gli dice che avrà il suo appoggio qualunque sia la sua scelta, poi con Aeryn, che non è dello stesso parere che, dopo essere uscita dalla stanza, invita il cugino Dregon, a lungo rifiutato, a fare una scalata. Zhaan è da Pilota, che sta morendo. John è pronto e la cerimonia sta per iniziare. Scorpius lo avvicina e gli dice che sta commettendo un grosso errore, ma John è intenzionato ad andare fino in fondo. L'imperatrice unisce John e Katrana in matrimonio. Dopo i festeggiamenti, è giunto il momento della pietrificazione, che per John risulterà alquanto dolorosa.
- Guest Star: Wayne Pygram (Scorpius), Felicity Price (Principessa Katralla), Bianca Chiminello (Jenavian Charto), Matt Day (Consigliere Elkar Tyno), Tina Bursill (Imperatrice Novia), Felix Williamson (Principe Clavor), Aaron Cash (Dregon), Thomas Holesgrove (Cargn), Francesca Buller (ro-NA), Jonathan Hardy (Kahaynu)

## Giù la testa - Occhio alla Principessa Parte 3
- Titolo originale: Look at the Princess (Part 3): The Maltese Crichton
- Diretto da: Andrew Prowse e Tony Tilse
- Scritto da: David Kemper

### Trama
D'Argo, Chiana e Rygel sono con Tailo nella stanza con John e, a parte Rygel, gli altri sono intenzionati a ripartire su Moya. Poi Tailo li mette in contatto con John e si parlano. Klevor, intanto, prende a pugni la statua di John, facendosi male, ma lo scarram, Cargn, gli stacca la testa e con Klevor lo portano alla fonderia, dove la gettano nell'acido, in modo da garantirgli il trono, poiché da sola, la principessa, non può regnare. Intanto, Aeryn si appresta a scalare la “scogliera del devastatore” con Dregon, che la bacia. L'imperatrice, nel frattempo, ha giurato di tagliare la testa a coloro che si sono resi responsabili di questo affronto. Tailo sospetta di Aeryn, dal momento che la donna non si trova e aveva mostrato una chiara contrarietà al matrimonio. Nella fonderia, Scorpius ritrova la testa di John e la prende, ma l'intervento di Jen'Ar lo salva, mettendo ko Scorpius. Su Moya, Zhaan prova ancora a convincere Kainu, che si dimostra irremovibile. A quel punto, Zhaan ordina ai DRD di azionare un motore che aspira Kainu, la sua vita in cambio di quella di Moya, ma viene risucchiato. D'Argo non riesce a trovare la testa dell'amico e dice a Chiana di sentirsi responsabile di tutto. Intanto, John chiede a Jen'Ar di rimetterlo a posto e, dopo averlo fatto, lo riporta allo stato umano. Elevo e Cargn discutono sul fatto che qualcuno ha preso la testa di John, complicando le cose. Dregon e Aeryn sono appesi alla parete, ma l'uomo soffre di vertigini ed è alla sua prima scalata. Aeryn cerca di aiutarlo, ma entrambi cadono giù. Jen'Ar ha portato John in un posto sicuro e lo tempesta di domande. La donna vuole servirsi di John per impedire che gli scarram ottengano il loro scopo. Aeryn e Dregon sono feriti e le speranze che qualcuno li possa trovare sono remote. Su Moya, Zhaan sta pregando, quando Kainu ritorna, non era morto e nemmeno Moya. Era un test per vedere se la donna fosse degna di proteggere Moya, che le parla e le chiede di cantare. D'Argo va da Scorpius per sapere se sa dov'è John, ma non lo sa. I due formano una specie di alleanza e Scorpius offre a D'Argo la possibilità di portare John fuori dal pianeta e di ridarglielo non appena avrà ottenuto ciò che vuole. Mentre parlano arriva Cargn che usa il suo potere per penetrare la mente di D'Argo. Aeryn sta trascinando Dregon, che soffre molto. D'Argo va da Rygel in cerca di Chiana che è anche cercata da Scorpius e dallo scarram. Rygel manifesta la sua preoccupazione per le minacce dell'imperatrice. Nel frattempo, Cargn ha catturato Chiana, e Klevor gli ordina di ucciderla, ma lui ha un altro piano e, trovandosi minacciato dall'uomo, lo uccide e poi porta la ragazza alla fonderia e l'appende sopra una vasca di acido. John si è ripreso e vorrebbe muoversi subito, ma Jen'Ar lo convince ad aspettare fino al mattino. Scorpius va da D'Argo per chiedergli di aiutarlo ad uccidere lo scarram. Intanto, John e Jen'Ar hanno un momento di intimità; più tardi, la donna gli dà la sua collana che, in realtà, è un'arma. Aeryn e Dregon parlano e lui le fa capire che dovrebbe lasciarsi andare un po'. È mattina, John e Jen'Ar fanno ritorno a palazzo. Mentre Aeryn e Dregon vengono ritrovati. A palazzo, intanto, l'imperatrice è disperata dopo aver rinvenuto il cadavere del figlio, ucciso dallo scarram, e per questo vuol far giustiziare tutti gli stranieri, ma arriva John che ferma tutto. D'Argo e Scorpius arrivano alla fonderia, dove trovano Chiana e Cargn. D'Argo fa una scoperta, Scorpius: in quanto mezzo sebaceano, non tollera le alte temperature. Mentre i due lottano, D'Argo tenta di salvare Chiana ma viene colpito da Cargn, quando arriva John che lo getta nell'acido uccidendolo. Chiana sta finendo giù nella vasca, ma un incredibile salto di D'Argo la salva. John ha la possibilità di uccidere Scorpius, ma decide di risparmiarlo, a patto che lo lasci in pace. John è nella stanza della principessa e dice all'imperatrice che non ha intenzione di tornare ad essere una statua, ma quando la donna gli comunica che Katrana è incinta, cambia idea. Ma purtroppo, Tailo gli dice che non è possibile, perché non essendo un sebaceano, il suo corpo non resisterebbe e morirebbe. A quel punto, John chiede a Tailo di prendere il suo posto. L'imperatrice dice che è impossibile dal momento che sono incompatibili, ma John le fa notare che Katrana aspetta già un bambino e i due si amano e così, sua figlia, potrà avere un padre. L'imperatrice accetta la sua proposta. Prima di andarsene, Katrana gli mostra la sua bambina e, dopo averla abbracciata, torna dagli altri su Moya. D'Argo è triste perché John non potrà mai più rivedere sua figlia. John e Aeryn ancora non si parlano, quando la donna gli si avvicina con una boccetta per testare la compatibilità e, dopo essersi baciati, si allontana da John sorridendo.
- Guest Star: Wayne Pygram (Scorpius), Felicity Price (Principessa Katralla), Bianca Chiminello (Jenavian Charto), Matt Day (Consigliere Elkar Tyno), Tina Bursill (Imperatrice Novia), Felix Williamson (Principe Clavor), Aaron Cash (Dregon), Thomas Holesgrove (Cargn), Jonathan Hardy (Kahaynu)

## I miei tre Crichton
- Titolo originale: My Three Crichtons
- Diretto da: Catherine Millar
- Scritto da: Gabrielle Stanton e Harry Werksman Jr.

### Trama
Aeryn sta prendendo un'unità di controllo della propulsione dal modulo di Crichton da installare sul suo predatore quando arriva John che si dimostra un po' contrariato. Pilota avverte l'equipaggio che i sensori di Moya hanno rilevato un'entità che li sta tracciando e sembra non essere un oggetto fisico ma pura energia. Zhaan li avverte che raggiungerà Moya in quindici microt. Pilota tenta alcune manovre diversive, ma l'entità entra dentro Moya e analizza Zhaan, poi si dirige verso Chiana e D'Argo, fino ad arrivare ad Aeryn e John, alla quale sembra interessata, fino ad ingrandirsi e ad inghiottirlo al suo interno. Aeryn viene raggiunta da D'Argo, mentre Rygel si trova al piano sottostante il loro dove si estende la sfera di energia verde. Pilota non riesce ad analizzare quella cosa fino a quando si verificano delle fluttuazioni di energia a cui segue un'esplosione e John fuoriesce dalla sfera, ma non è solo, anche una strana creatura ne viene fuori e cade addosso a D'Argo che si lancia all'inseguimento. John vorrebbe aiutare D'Argo nelle ricerche, ma è troppo debole. Zhaan analizza la macchia di sangue della creatura ma, con grande stupore, scopre che ha lo stesso DNA di John. Chiana incontra la creatura, della quale è spaventata, ma dopo un po', capisce che si tratta di una forma poco evoluta di John. Decide così di portarlo dagli altri, che non lo accolgono molto bene, fino a scatenargli una reazione violenta che costringe Zhaan ad addormentarlo. Dalle sue analisi risulta essere un clone di John. Moya inizia ad avere nuove fluttuazioni di energia. Si verifica un'altra esplosione e dalla sfera fuoriesce un altro clone di John, questa volta è un clone più evoluto, che viene subito bloccato da Aeryn. Moya ha un'altra fluttuazione, ma questa volta è diversa, sta creando un vortice tridimensionale che cerca di trascinare la nave al suo interno. John intelligente chiede ad Aeryn il suo comunicatore per poterli aiutare, ma lei non si fida e contemporaneamente, sia lui che il vero John hanno la stessa idea, cioè, azionare lo scudo di Moya, in modo da bloccarne la trazione. Ma bisogna calibrare bene lo scudo, perciò, John intelligente convince Aeryn a portarlo in sala manutenzione. Lo scudo funziona, ma la sua autonomia è di circa quattro arn. Chiana, nel frattempo, è con John primitivo, che vuole uscire e comincia ad agitarsi, ma la ragazza riesce a calmarlo quando arriva John intelligente accompagnato da Aeryn. Pilota ha provato a mettersi in contatto con la sfera, ma senza riuscirci. John intelligente chiede di poter analizzare di nuovo il segnale che emette la sfera con altri parametri e, improvvisamente, tutti e tre i Crichton riescono a recepirlo. Uno dei tre John deve rientrare nella sfera, questo equivale a morire, altrimenti la sfera risucchierà tutta la materia biolocica nel raggio di un metro. D'Argo vuole sbarazzarsi della sfera prima possibile e, d'accordo con il John intelligente e Rygel, vorrebbero sacrificare il John primitivo, ma il vero John si oppone. Anche Pilota non condivide la sua scelta, e gli dice che farà di tutto per salvare Moya. Lo scudo sta cedendo. Zhaan è con John intelligente, ma la donna non condivide il suo modo di pensare. D'Argo, John e Aeryn provano a reindirizzare l'energia allo scudo, ma non funziona. John si trova di fronte ad una scelta molto difficile, ma sembra non esserci altra alternativa se non quella di sacrificare John primitivo ma, una volta arrivati alla sua cella, trovano Chiana, che lo ha fatto fuggire. D'Argo e John si arrabbiano con lei, quando Moya comincia a subire gli effetti della sfera. John intelligente suggerisce ad Aeryn di eliminare John, dopodiché la colpisce. Rygel litiga con Chiana per aver liberato John primitivo. John trova il suo clone e lo convince a seguirlo, mentre l'altro John li sta raggiungendo, ma quando arriva è armato, con l'intenzione di uccidere il vero John che riesce ad evitare i suoi colpi. Dopo aver parlato con lui, pur di salvare Moya e tutti gli altri, John è disposto ad entrare nella sfera, ma il tempestivo intervento di John primitivo lo salva, uccidendo il John intelligente ed entrando con il suo corpo nella sfera, che inizia a rimpicciolirsi fino a sparire. John parla con D'Argo di quanto successo e poi con Chiana, che gli dice di aver avuto sempre fiducia in lui.

## Attenti al Vorc
- Titolo originale: Beware of Dog
- Diretto da: Tony Tilse
- Scritto da: Naren Shankar

### Trama
John sta giocando a scacchi da solo e pensa a quello che gli ha fatto Scorpius quando arriva Aeryn che gli chiede se per caso stia iniziando a risentire degli effetti di un prolungato tempo nello spazio, ma lui le risponde che va tutto bene. Chiana e D'Argo sono fuori a cercare un antiparassitario per evitare che, qualora ce ne fossero nel cibo che hanno appena comprato, non infettino Moya. Per questo portano a bordo un esserino rosa con le antenne di nome “Vork” che, appena ne ha l'occasione, scappa e Chiana lo insegue. John sta giocando a “golf” lungo i corridoi di Moya quando nota del cibo a terra, credendo sia Rygel, apre la grata ma al suo interno c'è una strana creatura alla quale spara mettendola in fuga. Sul posto arrivano Aeryn e D'Argo, subito dopo li raggiunge anche Rygel, che reclama il suo cibo. John chiede a Pilota di mandare i DRD a cercare la creatura. Zhaan è nel suo laboratorio, quando avverte una presenza estranea, è il Vork. Chiana arriva con la gabbia, ma il piccolo sembra non gradirla. Le due donna cercano di prenderlo, ma senza riuscirci, viene preso da Aeryn, ma questi la morde. I DRD non hanno ancora trovato niente. Pilota e Aeryn sono convinti che Crichton non stia bene. Quest'ultimo, dopo aver chiuso il comunicatore, si lancia all'inseguimento di qualcosa, ma si imbatte in Rygel, che sta “controllando” la merce. Chiana sta cercando il Vork e viene raggiunta da D'Argo. Aeryn trova il Vork e Chiama Chiana e D'Argo a darle una mano, si è impossessato del suo alloggio e sembra essere “molto preso” da lei. Il Vork sente qualcosa e si lancia alla caccia. Aeryn e D'Argo cercano di stargli dietro. Chiana si trova in sala manutenzione con Rygel quando arriva la creatura, che prima si getta su di lei, dopodiché aggredisce D'Argo che cade a terra ferito. John li raggiunge e D'Argo inizia ad avere le convulsioni, così lo portano da Zhaan, che gli ripulisce la ferita e dice che apparentemente è a posto, ma non si riprende. John e Aeryn cercano la creatura ma trovano il Vork. John cerca di prenderlo, ma l'unica che riesca ad avvicinarlo è Aeryn. Chiana è con D'Argo ed è molto preoccupata per le sue condizioni. Nel frattempo, Zhaan scopre che è stato avvelenato ma, per ricreare un antidoto, ha bisogno della creatura viva. I DRD, intanto, continuano a girare per la nave nella ricerca della creatura. John vede di nuovo Scorpius. Rygel va a trovare D'Argo. Aeryn è col Vork che tenta di nuovo di morderla. Quando lo mette giù, il piccoletto inizia a correre. I DRD hanno localizzato la creatura. Pilota cerca di bloccarlo, ma questi elimina il DRD. Chiana trova la creatura e cerca di ucciderla, ma John glielo impedisce e le dice di tornare da D'Argo. Intanto, la creatura si dirige verso il ponte di comando. Pilota blocca le porte. John, Aeryn e Chiana entrano. John vede di nuovo Scorpius quando si imbatte nel Vork, ma non c'è traccia della creatura quando, improvvisamente, questa esce dalla bocca del Vork. Il Vork e il parassita sono la stessa cosa. Zhaan, dopo aver analizzato tutto, non trova nessuna traccia della tossina che ha avvelenato D'Argo, John vorrebbe tornare nel luogo dove lo hanno comprato, ma Pilota gli dice che ci vorrebbe troppo tempo. Chiana è sempre con D'Argo, che sta peggiorando. John, parlando con Aeryn le dice di essere convinto che a bordo ci sia qualcun altro. John chiede a Pilota di inserire i microbi traduttori nel Vork che riesce così a capire ciò che gli dicono ma non a comunicare, solo Pilota lo comprende e li aiuta a comunicare tra di loro. Il Vork gli dice che c'è un pericolo a bordo e che devono liberarlo perché lui possa eliminare il problema. I due decidono di liberarlo. Il Vork sente qualcosa, si trasforma e scappa dentro un condotto. Rygel dice a Pilota di dargli una navetta per scappare da Moya. Aeryn e John lo raggiungono nella stiva e Rygel vuole che uccidano il Vork, poi viene attaccato da quest'ultimo. Aeryn e John gli sparano ferendolo, mentre Rygel è a terra e viene portato da Zhaan. Anche lui è stato avvelenato. D'Argo chiede a John di ritrovare suo figlio. Aeryn e John stanno seguendo la traccia di sangue lasciata dal Vork, quando John vede Scorpius e apre il fuoco su Aeryn, senza colpirla, fortunatamente. I due sono nella stiva, dove trovano la creatura e le sparano, ma questa gli fa notare un enorme baco nero. Nel laboratorio di Zhaan, Rygel si risveglia, ma c'è qualcosa di strano in lui. Il Vork apre il bozzolo dove, al suo interno, c'è il vero Rygel. Zhaan e Chiana sono in pericolo. Aeryn e John arrivano in tempo per eliminare definitivamente i parassiti. È stato Rygel a liberarli, aprendo una cassa. D'Argo sta meglio. Aeryn e John sono col Vork, che sta morendo. John è di nuovo davanti alla scacchiera e viene raggiunto da Aeryn che gli chiede perché ha sparato quel colpo e lui le dice che ha dei flash che riguardano Scorpius. Aeryn vuol sapere perché non l'ha ucciso quando ne ha avuto l'occasione e lui le risponde di averci provato, ma che qualcosa glielo ha impedito. Aeryn lo lascia solo e lui rivede di nuovo Scorpius.
- Guest Star: Wayne Pygram (Scorpius)

## Questa volta non ci casco
- Titolo originale: Won't Get Fooled Again
- Diretto da: Rowan Woods
- Scritto da: Richard Manning

### Trama
John ha sognato di quando è partito col suo modulo dalla Terra e poi è sparito all'interno del tunnel spaziale, ma si risveglia e si ritrova in ospedale sdraiato su un lettino con a fianco il padre, che John aggredisce accusandolo di essere un impostore, ma viene preso e legato sul lettino. Aeryn è una dottoressa, e dice di chiamarsi Bettina Fairchild, che lo crede un po' matto, e gli dice che è lì da una settimana, ovvero, da quando è precipitato. John chiede di poter vedere suo padre e la convince a liberarlo. Finalmente può muoversi liberamente e cerca qualcosa che confermi che tutto questo è una farsa, poi va incontro al padre e incontra il suo collega DK, che gli dice che la commissione addossa a lui tutta la colpa del fallimento della missione e che a causa il progetto “Farscape” verrà abbandonato. Prima di uscire dall'ospedale, deve sottoporsi ad una visita presso la dottoressa Kaminski, che si rivela essere Zhaan. John cerca di fare una fusione con lei, ma non succede niente. Una volta dichiarato sano, John si reca nel garage con DK quando sopraggiunge un'auto con a bordo D'Argo, che qui viene chiamato Karry Raygol, un nuovo talento sfornato dall'addestramento aeronautico, molto ambizioso. John si reca in un locale per farsi una birra in compagnia di Raygol/D'Argo. Uno dei membri della band che suona è Scorpius, alla batteria, e Pilota, Tastiere e percussioni. Arriva Bettina/Aeryn che si intrattiene con Raygol/D'Argo, al che, John si alza e va al bancone, dove incontra Scorpius che gli dice che tutto ciò non è reale e che lui è l'unico che possa aiutarlo. John lo colpisce ma si sente male e si reca dalla dottoressa Kaminski/Zhaan, la sua psicologa. Dopodiché, John viene raggiunto da DK e da suo padre che gli dice di dover incontrare un certo Douglas Logan, nuovo amministratore della “IASA”, che altri non è che Rygel, e che il suo destino è nelle sue mani. John accetta di parlargli e Logan/Rygel vorrebbe licenziarlo, ma gli propone di ritentare con una seconda missione da lui autorizzata, o l'affiderà a Raygol/D'Argo. Il padre lo esorta a dimostrare che la sua teoria era corretta, ma John non ci casca e se ne va. Suo padre e DK lo seguono e Logan/Rygel lo raggiunge, ma John lo prende e lo scaraventa giù, “uccidendolo”, lasciandoli esterrefatti, poi torna al locale, dove trova Raygol/D'Argo, Bettina/Aeryn e Jessica, ovvero Chiana, ma anche Scorpius è lì con loro, anche se solo John riesce a vederlo. John decide di fare un giro in auto con i suoi “amici”, ma Scorpius è sempre lì. Per liberarsi dall'incubo, decide di schiantarsi contro un camion, ma rimane illeso ed è di nuovo in ambulatorio con Bettina/Aeryn. Improvvisamente entra sua madre, che è morta già da cinque anni. In un primo momento ne è felice, ma poi se ne va. Torna al locale per parlare con Scorpius, ma quello che incontra non è quello che cerca, quando entra la madre morente attaccata ad una flebo, che lo prega di rimanere con lei, di non lasciarla sola, ma John se ne va di nuovo. Mentre cammina per la strada viene fermato da un poliziotto, Creis che vuole arrestarlo per ubriachezza, ma John non ci sta e lo picchia e gli ruba la pistola e si reca nell'ufficio di Logan/Rygel, dove trova anche tutti gli altri e inizia a sparagli contro, ma senza ucciderli e ritrovandosi nuovamente ammanettato in ambulatorio con Creis che gli “appioppa” una multa e se ne va. Arriva Scorpius che gli dice di essere stato catturato sul pianeta commerciale e di trovarsi ora nelle mani di uno scarram che vuole interrogarlo perché vuole sapere la ragione per cui Scorpius lo cerca e per raggiungere il suo scopo sta creandogli delle illusioni in modo da abbattere ogni sua difesa mentale e che lo vogliono portare alla follia. Poi gli dice che quando era sulla sedia Aurora, Scorpius gli ha impiantato un chip neurale che contiene il suo clone per carpirgli i segreti sui tunnel spaziali. A quel punto, John decide di ribattezzarlo “Harvey”, e questi gli dà delle dritte per liberarsi dello scarram, poi sparisce e John si ritrova in compagnia di Bettina/Aeryn, Kaminski/Zhaan, Jessica/Chiana e Logan/Rygel in versione “fetish”, ma riesce a liberarsi. L'incubo continua e viene portato da un luogo all'altro, fermandosi in discoteca dove sente la voce di Aeryn che lo chiama. Tutti intorno a loro spariscono e Aeryn gli dice che si trovano nel sottosuolo del pianeta commerciale, all'interno di una specie di sala ologrammi. E aggiunge che è stato rapito da Scorpius e che lo ha ucciso. Lei vuole avere più informazioni su Scorpius, ma John non ci casca, Aeryn sparisce e si ritrova di nuovo circondato dalla folla. Ma poi si risveglia ed è con lo scarram, che aumenta gli stimoli a calvo 9, poi a calvo 10, ma John cade a terra e lo scarram lo crede morto, ma in realtà non è così. John prende la sua pistola e quando lo scarram gli si avvicina lo uccide. Harvey/Scorpius è con John, e gli dice di aver interrotto le sue funzioni cerebrali per qualche microt in modo da distrarre lo scarram, ma che lui non ha subito alcun danno. John gli dice che riuscirà a togliersi il chip, ma Harvey/Scorpius gli dice che non ha nessun “chip” nella testa, poi John non ricorda più ciò che stava dicendo e Harvey/Scorpius gli indica la via per raggiungere i suoi compagni.
- Guest Star: Wayne Pygram (Scorpius/Harvey), Lani Tupu (Capitano Bialar Crais), Kent McCord (Jack Crichton), Carmen Duncan (Leslie Crichton), Murray Bartlett (DK), Thomas Holesgrove (Grath)
- Nota: Aeryn = Bettina Fairchild; Zhaan = Kaminski; D'Argo = Karry Raygol; Scorpius = Harvey; Chiana = Jessica; Creis = Poliziotto

## Il medaglione
- Titolo originale: The Locket
- Diretto da: Ian Watson
- Scritto da: Justin Monjo

### Trama
Moya si trova all'interno della nebbia stellare, e Aeryn è uscita con una navetta per fare una ricognizione, ma non è ancora tornata e John è preoccupato. Zhaan incontra Stark, che è da poco tornato su Moya, la donna ne è felice. Aeryn contatta Moya e chiede di poter salire a bordo. Pilota rileva la presenza di un pianeta sottostante, mentre Aeryn atterra sulla nave, ma con grande sorpresa, la donna è invecchiata notevolmente. Sono tutti sbalorditi, e Aeryn è agitata perché vuole tornare indietro, dove dice che ha una famiglia, dei figli, ma John non lo ritiene possibile, dal momento che è stata via solamente un giorno solare. Aeryn dice di aver trascorso su quel pianeta centosessanta cicli e si lascia prendere dallo sconforto. Stark le dà sollievo. Zhaan, dopo aver appurato che si tratta veramente di Aeryn, comunica a John che lo stato della donna è irreversibile. Pilota, dopo aver analizzato il pianeta, è convinto che non ci possa essere vita laggiù. Intanto, Chiana e Rygel salgono sulla navetta con cui è tornata Aeryn nella speranza di trovare qualcosa di valore, quando arriva D'Argo che invita Chiana ad occuparsi di Aeryn, che forse sta morendo. Chiana è con Aeryn, che si sveglia e addormenta la ragazza, dopodiché va da Pilota e gli dice di tenere gli altri lontani dal pianeta, poi se ne va. John vuole scendere sul pianeta per riprendere Aeryn, nonostante il parere contrario di D'Argo. John è sul pianeta, una distesa di sabbia, dove trova Aeryn che gli dice di tornare indietro, ma lui non vuole e cerca di trascinarla sulla navetta quando qualcuno gli spara addosso, è la nipote di Aeryn, Ennix, che, dopo aver chiarito la cosa, gli dice di avere ventiquattro cicli. La fenditura del pianeta si sta per richiudere e se John non l'attraverserà, resterà bloccato lì per cinquantacinque cicli, oppure potrà tornare tra otto arn. John decide di tornare su Moya. D'Argo parla con Chiana, e vorrebbe che cambiasse il suo modo di comportarsi, ma lei gli dice di essere così, quando arriva Zhaan che li informa che John sta tornando su Moya, ma Pilota comunica a Crichton che la fenditura si sta chiudendo e che non ce la farà ad attraversarla in tempo, di tornare indietro. John prova ugualmente, ma la fenditura si chiude e Moya scompare davanti ai suoi occhi e deve tornare sul pianeta. Su Moya, Zhaan sta pregando per John ed Aeryn, quando arriva Stark che ha una teoria per aiutarli, ma a questo proposito, propone a Zhaan una fusione con lui. La donna accetta. Sul pianeta, John è con Aeryn e la nipote di lei, ma è sempre triste. Trascorsi svariati cicli, John vede ancora Harvey/Scorpius, che insiste per avere le informazioni sui tunnel spaziali. Su Moya, Zhaan informa D'Argo, Chiana e Rygel di quanto hanno scoperto lei e Stark. Moya si trova intrappolata in un luogo dove il tempo non esiste, e quindi loro non invecchiano, mentre gli altri sì. Pilota li informa che la fenditura si sta riaprendo. Sul pianeta, John e Aeryn sono nel bosco, e parlano delle loro vite vissute su quel pianeta, quando ad Aeryn cade un medaglione e John glielo raccoglie. Aeryn gli dice che contiene l'immagine di colui che ha sempre amato veramente, ma John non lo apre, convinto che contenga la foto del marito. Pilota non riceve ancora nessun segnale, mentre John e Aeryn vanno nel deserto, per riuscire a contattare Moya. Ennix vorrebbe che sua nonna rimanesse lì con lei, ma la donna insiste di voler tornare a “casa”, dopodiché la manda via. Pilota vede la fenditura e John riesce finalmente a contattarli; sono pronti a tornare. Arrivati su Moya, Aeryn è tra le braccia di John, è morta durante il viaggio. John cerca insieme agli altri una soluzione, quando gli viene l'idea di far fare a Moya uno starburst all'indietro, ma Pilota è contrario. John cerca di convincere gli altri a farlo facendo leva sui loro sentimenti, riuscendoci. Poi ordina a Pilota di iniziare la procedura per lo starburst. John parla al corpo privo di vita di Aeryn e, alla fine, apre il suo medaglione, dove trova la sua foto. Pilota è pronto ad effettuare lo starburst, ma qualcosa non va e l'unico modo per avviarlo è farlo manualmente. Zhaan e Stark si uniscono di nuovo, mettendosi in contatto con John, l'unico in grado di muoversi all'interno della nave. L'uomo corre al centro di comando, mentre Zhaan e Stark stanno cedendo, ma Crichton riesce ad azionare lo starburst. Moya è fuori dalla nebbia, e tutto sembra tornato normale. Aeryn vuole entrare nella nebbia, ma Zhaan e Stark arrivano in tempo per fermarli e sono gli unici ad avere memoria di ciò che è successo. John ordina a Pilota di cambiare rotta. Zhaan e Stark parlano con D'Argo. Stark mostra a quest'ultimo una foto che ritrae un giovane, è Jothee, suo figlio, che sta per essere venduto come schiavo ad un'asta. D'Argo aggredisce Stark, ma Zhaan riesce a fermarlo. John e Aeryn stanno riparando delle cose. John dice alla donna di provare delle strane sensazioni, poi Aeryn apre il medaglione, ma al suo interno c'è solo polvere.
- Guest Star: Wayne Pygram (Harvey), Paul Goddard (Stark), Allyson Standen (Ennixx)

## La triste verità
- Titolo originale: The Ugly Truth
- Diretto da: Tony Tilse
- Scritto da: Gabrielle Stanton e Harry Werksman Jr.

### Trama
Creis ha invitato a bordo di Talin Aeryn, John, Zhaan e D'Argo, ma anche Stark sale con loro. Chiana e Rygel sono impressionati da quanto è cresciuto il piccolo di Moya. Su Talin, Creis chiede il loro aiuto per disarmare la nave. Su Moya, intanto, Pilota registra l'avvicinarsi di una nave Blokevian. Talin energizza il cannone e fa fuoco distruggendola, poi parte a starburst. John, Aeryn e gli altri hanno fatto in tempo ad andarsene con la navetta, ma prima che riescano a raggiungere Moya, qualcosa li trascina via, è la nave di altri Blokevian. John, Zhaan, Stark e un D'Argo ancora privo di sensi, sono su una specie di piattaforma rotonda, mentre Aeryn è sotto interrogatorio da parte dei Blokevian. Questi vogliono sapere perché Talin ha distrutto la loro nave, ma Aeryn sostiene che è stato un incidente, ma non le credono e vogliono sapere tutta la storia. (Creis si è tolto il collegamento neurale con Talin, e dice di voler comprare una “rete di smorzamento” per la nave, e che i venditori sono dei Blokevian. Ognuno di loro esprime la propria opinione tra chi vuole disarmare Talin e chi no. Però nessuno si fida di Creis e del fatto che continui a ripetere che è cambiato. Nel frattempo è arrivata la nave dei Blokevian, molto ben armata, e Talin fa fuoco distruggendola. Creis riprende il controllo della nave rimettendosi il dispositivo neurale e poi parte a starburst). I Blokevian trovano che la storia presenti troppe incongruenza. Chiana e Rygel stanno discutendo, quando Moya inizia a muoversi. Pilota gli comunica che Moya vuole andare a cercare Talin per convincerlo a tornare indietro. Nel frattempo, Aeryn ritorna con gli altri, ed è ora il turno di Zhaan, che racconta loro la storia dal suo punto di vista. (La storia inizia come quella di Aeryn, con la differenza che, secondo lei, tutti erano d'accordo tranne D'Argo, che esprime la sua diffidenza ed il suo odio nei confronti di Creis, ma Zhaan crede che possa essere cambiato. La nave Blokevian arriva e John cerca di disarmare Talin ma Aeryn lo ferma, la nave spara e Creis li manda via). Zhaan viene lasciata sola, dopodiché la rimandano dagli altri. Tocca ora a Stark, che dice apertamente di non fidarsi di Creis di non credere alla sua buona fede. (Su Talin nessuno crede a Creis ed è disposto ad aiutarlo, quando arriva la nave e, secondo Stark, Creis annulla il suo accordo con i Blokevian e poi apre il fuoco). Moya, intanto, non ha ancora trovato traccia di suo figlio, e Chiana e Rygel vorrebbero tornare indietro, ma Pilota non gli dà retta e gli dice che farà ciò che vorrà Moya. Sulla nave Blokevian, questi ultimi rimandano Stark con gli altri, ma sono molto irritati dalla divergenza delle loro testimonianze. Viene chiamato D'Argo. (Nel suo racconto, Stark descrive i Blokevian come una minaccia, dei portatori di morte e vuole andarsene perché sono malvagi, ma D'Argo pensa che l'unica soluzione per loro sia quella di spezzare il collo a Creis, che cerca di difendersi, quando arriva la nave Blokevian e Stark nota che a bordo trasportano una potentissima arma, il “gas novatrin”, a quel punto Talin la distrugge). D'Argo scarica tutta la colpa su Stark. Zhaan cerca di rincuorare quest'ultimo. Su Moya, Chiana va a parlare con Pilota, e si scusa con lui, poi parlano di Talin e Moya, che si sente in qualche modo responsabile per ciò che ha fatto suo figlio. Chiana capisce Moya, ma al tempo stesso è preoccupata per gli altri, tenuti prigionieri dai Blokevian. A quel punto, Moya accetta di tornare indietro a riprenderli, e Pilota inserisce le coordinate. Intanto, è giunto il turno dell'interrogatorio di John che dice che nessuno ha aperto il fuoco, ma i Blokevian gli mostrano delle registrazioni, una di D'Argo, che lo ritiene responsabile, mentre Aeryn pensa sia stato Stark, ma per errore, mentre Zhaan pensa anche lei sia stato John. Stark, invece, accusa Creis, dal momento che prova per lui odio. I Blokevian sono molto arrabbiati e vogliono procedere con le loro esecuzioni, a meno che John non gli racconti la verità. (Stark è convinto della malvagità dei Blokevian, ma Creis gli dice che da loro vuole solo la rete di smorzamento e che la installerà sotto la loro supervisione. Aeryn vorrebbe prendere il controllo di Talin col nesso neurale, e Creis cerca di convincerli che l'unica cosa che davvero gli sta a cuore è il benessere di Talin, quando arriva la nave. Stark tenta di colpirli, ma John cerca di impedirglielo, Talin fa fuoco). John non pensa che sia stato Stark a far fuoco, nonostante tutte le prove siano contro di lui. Stark, parlando con gli altri, è convinto di poter sopravvivere alla “dispersione”, grazie al suo potere. John ritorna con loro, e i Blokevian gli comunicano che sono tutti condannati a morte. A quel punto, Stark “confessa” la sua colpevolezza, per poter salvare le loro vite. Prima che la condanna venga eseguita, Stark li ringrazia per tutto quello che hanno fatto per lui e poi dà la sua maschera a Zhaan. La condanna viene eseguita. La nave Blokevian si allontana da Moya, che è pronta ad effettuare lo starburst. Pilota spiega che Talin aveva chiesto a Moya cosa ci fosse su quella nave e, saputo che poteva essere una minaccia, l'ha distrutta per proteggerli. Chiana è con D'Argo che sta pensando a suo figlio. John e Aeryn parlano dell'interrogatorio e lei gli dice di non aver accusato Creis per proteggere Talin. Zhaan è nella sua stanza che piange mentre tiene in mano e accarezza la maschera di Stark.
- Guest Star: Lani Tupu (Capitano Bialar Crais), Paul Goddard (Stark), Peter Carroll (Gahv), Linda Cropper (Fento)
- Nota: ( ) = “flashback”

## Arancia meccanica Nebari
- Titolo originale: A Clockwork Nebari
- Diretto da: Rowan Woods
- Scritto da: Lily Taylor

### Trama
Chiana e John stanno tornando su Moya, mentre Aeryn e Rygel sono ancora fuori. Chiana è riuscita ad ottenere informazioni utili sull'asta in cui verrà venduto il figlio di D'Argo. Aeryn è a bordo, ma a dispetto di quanto si aspettavano i due, la donna si rivolge a Chiana gentilmente e le chiede scusa per averla trascurata, poi con Rygel le dicono che hanno una sorpresa per lei, Varla, venuta a riprendersi Chiana per riportarla a casa, su Nebari. La ragazza si rende conto che i suoi amici sono stati condizionati e, con John, cercano di liberarsi, ma la pistola di quest'ultimo fa “cilecca” e vengono catturati. La navetta di Varla atterra su Moya, da cui scende Meelak. È stata colpita da alcune navi dei pacificatori e ora richiede assistenza. A questo proposito, a tutti, compreso Pilota, è stato messo il collare di controllo. Varla gli consegna un chip che contiene le indicazioni per raggiungere un avamposto Nebari. In un primo momento tenta di ribellarsi, ma suo malgrado è costretto ad eseguire gli ordini di Varla. John, D'Argo e Chiana sono tenuti prigionieri, in attesa di essere sottoposti al condizionamento. Chiana gli spiega che questo tipo di condizionamento è indotto dai farmaci, e quindi è reversibile. Malek e Zhaan gli fanno visita, la donna ha subito il trattamento. Nel frattempo, Aeryn è con Varla e la sta medicando. D'Argo è stato portato via e John è rimasto da solo con Chiana, e vuole sapere dalla ragazza il vero motivo per cui la rivogliono così tanto. Chiana gli racconta che, quando era su Nebari col fratello Nerri, erano stati infettati per diffondere un virus, ma il ragazzo si era procurato un vaccino per rimuoverlo completamente. Il governo Nebari voleva diffonderlo in tutta la galassia per poi prendere il potere. John non crede alle sue orecchie, quando arriva Aeryn che gli attiva il collare, dopodiché viene portato da Varla, e gli impianta il condizionamento. Dopodiché, la donna fa condurre Chiana da lei, vuole che la ragazza le dica dov'è Nerri, ma Chiana le dice che il fratello è morto un quarto di arn fa, ma Varna le mostra un'immagine del giovane che risale a dieci giorni solari fa e che non ha alcuna traccia del virus. Nel frattempo, John, grazie alla presenza di Harvey/Scorpius nella sua testa, è immune dal condizionamento Nebari e va da Pilota per informarlo, anche se ancora non si sa spiegare perché, e dice a Pilota che Varla non lo sa che non ha funzionato. John chiede aiuto a Pilota, ma questi gli dice che è costantemente controllato da Aeryn. Intanto, Chiana è sempre con Varla, quando arriva John che si finge condizionato e, con una scusa, fa allontanare la Nebari. I due rimangono soli e John mette al corrente Chiana che non è condizionato, quando ha un mancamento in cui vede Harvey/Scorpius, ma si riprende subito. John si reca da Rygel, e scopre che anche lui, avendo tre stomaci, non è sotto condizionamento, mentre stanno “parlando”, arriva Meelak, che scopre il loro segreto. Meelak va con John da Chiana e mostra alla ragazza un chip che si attiva solo col suo DNA. Contiene un messaggio di Nerri, in cui la informa che sta svolgendo un lavoro importante e molto rischioso, che la persona che glielo ha consegnato lavora per lui e che ha l'ordine tassativo di non condurla da lui. Nonostante l'insistenza di Chiana e la minaccia di dirlo a Varla, Meelak non ha nessuna intenzione di condurla da Nerri, dopodiché se ne va. John va da Pilota e ha un piano, far credere a Varla che i pacificatori stanno tornando indietro tramite delle vecchie registrazioni di Moya, ma per poterlo attuare, John deve ripristinare alcuni collegamenti, e per farlo si serve di Rygel che si è nascosto, ma John lo trova e lo “convince” a collaborare. Mentre stanno parlando arriva Aeryn che si insospettisce, ma John riesce a convincere la donna che stanno sostituendo D'Argo che ha l'influenza, poi se ne vanno. John informa Chiana del suo piano. Aeryn incontra D'Argo, che sembra stare benone. John e Rygel vengono avvisati da Pilota che Chiana si trova al centro di comando con Varla, ma i video non sono ancora pronti. D'Argo e Aeryn raggiungono John e Rygel e si rendono conto che non sono più condizionati. A quel punto, John e Rygel li mettono fuori gioco. Chiana viene colpita da Varla, quando arriva John che la informa del ritorno dei pacificatori; Pilota conferma quanto appena detto da John e simula vari attacchi. Chiana tenta la fuga ma viene bloccata col collare. Pilota mostra un messaggio di Creis che gli intima la resa. Secondo John, l'unico modo per evitarli è quello di liberare Pilota dal collare e partire a starburst, ma Varla glielo nega. Chiana sta per essere uccisa, ma John interviene, ordinando a Pilota di sospendere la simulazione. Varla sta per uccidere John, ma Meelak la uccide. Finalmente sono tutti liberi, ma Rygel gode nel tenere sotto chiave Aeryn, D'Argo e Zhaan fino a quando avranno smaltito il condizionamento. Chiana chiede a Meelak di portarla da suo fratello, ma questo comprometterebbe la sua copertura e lei verrebbe catturata. John riesce a convincerla a non andare.
- Guest Star: Wayne Pygram (Harvey/Scorpius), Skye Wansey (Varla), Simon Bossell (Nerri), Malcolm Kennard (Meelak)

## Un piano complicato - Bugiardi, pistole e denaro Parte 1
- Titolo originale: Liars, Guns and Money (Part 1): A Not So Simple Plan
- Diretto da: Andrew Prowse
- Scritto da: Grant McAloon

### Trama
Zhaan insiste affinché Pilota continui a seguire le coordinate Nexus che secondo lei Stark le ha dato in sogno, ma D'Argo è impaziente di trovare suo figlio, ed è convinto che il desiderio che sia vivo glielo fa sognare ad occhi aperti, ma la donna è fermamente convinta che Stark le abbia parlato, quando Pilota comunica di aver rilevato una nave con a bordo una forma di vita ma devono sbrigarsi. A bordo c'è Stark, che dice a D'Argo di sapere come salvare suo figlio. Gli mostra delle cianografie di un deposito “ombra”, dove si potranno procurare il denaro per liberare Jothee, che si trova in un lotto che sta per essere venduto. D'Argo vuole fare un giro per controllare la situazione, ma John non è d'accordo. D'Argo va da solo, prendendo una navetta di Moya, Aeryn e John lo seguono col predatore. Una volta arrivati al deposito, John vede Scorpius, ma era solo una visione. Scatta l'allarme e John e Aeryn devono consegnare le armi, dicendo di trovarsi lì per un deposito. D'Argo tenta di forzare una porta e viene catturato. L'uomo fa la conoscenza del capo del deposito, Natira, che lo fa portar via. John e Aeryn ritornano su Moya, dove Stark gli rivela il piano che ha messo a punto con D'Argo, che si è fatto catturare apposta per consentirgli di entrare nel sistema e poter cambiare i codici di accesso, ma avrà a disposizione solo sei arn. Intanto, D'Argo è sotto tortura. Rygel e Chiana discutono sulla divisione dei profitti, poi si accordano sugli ultimi dettagli della missione e Zhaan lo addormenta, per poterlo far entrare nel deposito senza destare sospetti. Stark non riesce ad accedere, quando di colpo è “dentro”. Zhaan e Chiana sono al deposito e chiedono a Dakor di poter parlare con un superiore e gli si presenta Natira, con la quale Zhaan discute su un deposito che intende fare per un breve termine, ovvero per un giorno solare, poi chiede che le venga restituito il suo “laxan”, D'Argo, che fa riaccompagnare su Moya da Chiana, mentre le sue guardie del corpo, John e Aeryn l'osserveranno da un monitor, mentre Natira l'accompagna nella camera blindata, dove arriva il suo container e vi “deposita” Rygel. Intanto, mentre Aeryn e John si trovano davanti al monitor, quest'ultimo sente di nuovo la voce di Scorpius, ma Aeryn gli conferma che è proprio lì, in carne e ossa, ed è molto impaziente di incontrarsi con Natira, che è con Zhaan. Braca aggredisce Dakor, il sottoposto di Natira, e fa sostituire a Scorpius la barra refrigerante. Zhaan riesce ad evitare Scorpius per un soffio, e subito dopo viene raggiunta da Aeryn e John, facendo poi ritorno su Moya. Scorpius è da Natira per ritirare i suoi beni. Stark viene informato da John che Scorpius è al deposito, ma l'uomo non ne sembra sorpreso, facendo arrabbiare John. D'Argo si è ripreso. Pilota comunica che Moya ha rilevato una piccola nave dei pacificatori, un moroder, che si sta avvicinando alla nave. Mentre Stark ha apportato delle modifiche ai comunicatori che dovrebbero essere ora in grado di aprire tutte le porte. John chiede a Zhaan di preparare un materiale che si surriscaldi in fretta, e la donna gli prepara della “pasta gelido”. Al deposito, Scorpius rimane da solo con Natira. Su Moya, Chiana si sta prendendo cura di D'Argo e John gli dice che il piano sta andando avanti, ma finisce col litigare con Chiana che se ne va, e John dopo di lei. Rygel riesce ad uscire dal container, mentre Zhaan si presenta per ritirare il suo deposito, accompagnata da Chiana. Rygel ha qualche difficoltà, mentre John e Aeryn trovano con le telecamere Scorpius, che si sta intrattenendo con Natira. Appena lasciano la stanza, i due si precipitano lì per sostituire la barra refrigerante col liquido fatto da Zhaan, ma John non ci riesce, bloccato dalla voce che ha nella testa di Scorpius, allora Aeryn la sostituisce al posto suo, nascondendosi in tempo prima di essere scoperti da una guardia di Scorpius. Scorpius fa sostituire la barra, non sapendo che è stata cambiata, e Natira gli comunica che il suo container è pronto, ma quando lo apre scopre che in realtà è quello di Zhaan. Vengono scoperti e tentano di scappare, ma le porte vengono bloccate. Stark è in preda al panico e chiede che gli comunichino le loro attuali posizioni. Nel frattempo, Aeryn vuole creare un diversivo con John per dare tempo a Stark di aprire le porte. John dice ad Aeryn che Scorpius gli ha fatto qualcosa quando era suo prigioniero. Le vite di Chiana, Zhaan e Rygel sono ora nelle mani di Stark. Scorpius comincia a risentire degli effetti della barra e ha un diverbio con Natira. Intanto, Chiana, Zhaan e Rygel stanno per essere catturati, ma dopo che Stark ha gettato la spugna, D'Argo prendere in mano la situazione e apre le porte, ma i nostri vengono circondati. Grazie a Zhaan, cadono tutti addormentati, compreso Rygel. Aeryn e John li raggiungono, ma John torna indietro per coprirgli le spalle. Harvey/Scorpius continua a dargli il tormento. Braca viene preso da John, che viene a sua volta catturato da Scorpius. Questi gli dice di avergli impiantato un chip bioneurale. Scorpius sta male e cerca di condizionare John affinché gli cambi la barra refrigerante, ma Crichton riesce a resistergli e se ne va, lasciandolo lì a terra morente. Su Moya, Chiana e Rygel controllano le casse, ma Zhaan li riporta alla realtà. Stark chiede scusa per aver ceduto al panico, ma D'Argo, invece, lo ringrazia per ciò che ha fatto. John viene raggiunto da Aeryn. Nel frattempo, qualcosa nelle casse si sta muovendo prendendo vita.
- Guest Star: Wayne Pygram (Scorpius), Paul Goddard (Stark), Claudia Karvan (Natira), Nicholas Hope (Akkor), Matt Newton (Ka Jothee), David Franklin (Braca), Adrian Brown (Gan), Jennifer Fisher (PK Nurse)

## Con amici come questi - Bugiardi, pistole e denaro Parte 2
- Titolo originale: Liars, Guns and Money (Part 2): With Friends Like These...
- Diretto da: Catherine Millar
- Scritto da: Naren Shankar

### Trama
Rygel e Chiana parlano di quanto gli rimarrà dopo che avranno riscattato Jothee e gli altri schiavi. D'Argo sta parlando con Aeryn di quando è stato costretto ad abbandonarlo dopo che hanno ucciso sua moglie. Vengono interrotti da Pilota che gli comunica di essere in prossimità delle miniere di Katigra. D'Argo contatta i mercanti di schiavi e fa un'offerta per il lotto “Kesha 4”, ma gli rispondono che non è più disponibile perché venduto. Quando Stark chiede chi lo abbia acquistato, sul monitor compare Scorpius che propone uno scambio, il figlio di D'Argo per John Crichton. John chiede a Stark come Scorpius abbia fatto a sapere dell'esistenza di Jothee, ma lui non ne ha idea, e John capisce che sono stati proprio loro a condurlo dal ragazzo. D'Argo accusa John di essere il responsabile di tutto, poi se ne va e viene raggiunto da Chiana e le dice che, per un microt, ha avuto intenzione di consegnare John a Scorpius, pur di salvare suo figlio. Al deposito, Scorpius vuole che Natira gli consegni Jothee, ma la donna gli dice che ci vorrà un po'. Su Moya, intanto, Aeryn nota che ci sono dei danni strutturali e ordina ai DRD di prelevare dei campioni da dare a Zhaan per analizzarli. John ha in mente un piano per liberare Jothee, così riunisce tutti e gli propone di assoldare dei mercenari. I Vurkarian, ottimi segugi, riusciranno a rintracciare Jothee ovunque lo tengano nascosto. Gli Sheyeng, il fuoco che emettono dalla bocca riesce a fondere tutti i metalli. Il Tablek, dotati di incredibile forza col guanto nella lotta corpo a corpo, ed infine gli Zeretan con la loro rete, il “flax”. Stark inizia ad urlare, sente che tutti i Banik sono stati uccisi, e Jothee era tra di loro. D'Argo teme per la vita del figlio, ma John lo rassicura, Scorpius non lo ucciderà. Decidono di entrare in azione. Zhaan, Chiana e Rygel rimangono a bordo di Moya. John è a bordo del suo modulo, in compagnia di Harvey/Scorpius. Al deposito, Jothee sta per essere condotto da Scorpius, e Natira cerca di farsi dire da quest'ultimo il vero motivo per cui vuole Crichton, ma non glielo dice. Intanto, su Moya, Chiana e Rygel vanno alle casse per “rubare” qualcosa, ma una volta aperte, notano che sono vuote, quando sentono dei rumori e Chiana finisce al piano sottostante, circondata da strane creature, che si rivelano essere il loro denaro. John ha raggiunto Bekesh, il Tablek, che sembra aver cambiato vita. Zhaan dice a Rygel che le creature stanno mangiando Moya e Chiana cerca di catturarne una viva per poterla analizzare. Rygel inizia ad accusare Stark, Stark accusa Rygel, mentre Zhaan ritiene che siano tutti responsabili di quanto sta accadendo, poiché tutti loro hanno portato a bordo quelle casse, e ora devono trovare una soluzione. Chiana è riuscita a catturare una creatura e lo comunica a Zhaan. Intanto, Aeryn sale a bordo della nave Sheyeng, dove sembra esserci un solo sopravvissuto. D'Argo è sulle tracce dei Vurkariani, che li salva da un attacco da parte dei pacificatori, dopodiché li invita a seguirlo. Aeryn convince lo Sheyeng a collaborare con loro, nonostante questi non sia nel pieno delle sue forze. John ha quasi convinto Bekesh, mentre al deposito, Jothee viene condotto da Scorpius, che cerca di convincerlo che il padre lo ha abbandonato, e che suo padre ha qualcosa che gli appartiene. I Vurkariani si sentono in debito con D'Argo, così decidono di collaborare. Su Moya, Zhaan sta facendo un esperimento sulla creatura e scopre che non c'è altro modo di salvare la nave se non quella di dargli fuoco. Scorpius contatta Moya e chiede di parlare con D'Argo e John, ma gli si presenta Zhaan, e poi Stark che tenta di provocarlo interrompendo il contatto, ma questo fa arrabbiare gli altri. In realtà, sta solo cercando di prendere tempo, dato che Moya si trova in difficoltà. Pilota comunica che le creature stanno facendo parecchi danni e vanno eliminate prima possibile, o per Moya sarà la fine. Scorpius è con Natira, e le chiede che cosa contenessero le casse. La donna gli risponde che c'erano delle creature Karak, mangiatrici di metallo. Scorpius apprende così che la nave è nei guai. Bekesh sta male, è in crisi d'astinenza per la mancanza del guanto, che John riesce a trovare e alla fine lo convince a seguirlo. Zhaan è da Pilota e gli dice che l'unico modo per salvare Moya è quello di riempire il corridoio di vapore Draxan e poi incendiarlo. Purtroppo è l'ultima speranza per Moya. Pilota sigilla un nono della nave e poi Zhaan gli ordina di riempirlo col vapore, in tutto ci vorranno nove arn. Nel frattempo, Rygel sale a bordo della nave dei Zeretan per contrattare l'uso della rete al flax, ma trova una vecchia conoscenza, Durka, che tenta di ucciderlo, ma Rygel, questa volta, se ne libera una volta per tutte uccidendolo. Zhaan cerca un altro modo per salvare Moya, ma non c'è. Pilota incendia il vapore e ciò causa un dolore immenso sia a lui che a Moya, assorbito in parte da Zhaan. John arriva e vede Moya in fiamme. Chiana lo fa salire a bordo e gli spiega cos'è successo. Aeryn e John fanno un giro su Moya per appurare i danni, che non le consentiranno di andare a starburst per un po'. Aeryn è preoccupata perché non hanno più un soldo per pagare i mercenari, che stanno litigando, quando arriva Rygel con la testa di Durka e dicendo loro che faranno la stessa fine se non faranno ciò che gli si dice. Intanto, Jothee sale a bordo di Moya, dove può finalmente riabbracciare suo padre. D'Argo gli chiede come mai Scorpius lo abbia liberato. Al deposito, John si è consegnato a Scorpius, ma gli dice che se vorrà i segreti per i tunnel spaziali dovrà rimuovergli ciò che gli ha messo nella testa.
- Guest Star: Wayne Pygram (Scorpius), Paul Goddard (Stark), Claudia Karvan (Natira), Nicholas Hope (Akkor), Matt Newton (Ka Jothee), David Franklin (Braca), John Adam (Bekhesh), Jeremy Sims (Rorf), Jo Kerrigan (Rorg), David Wheeler (Durka), Linal Haft (Zelkin), David Bowers (Kurz), Thomas Holesgrove (Teurac)

## Piano B - Bugiardi, pistole e denaro Parte 3
- Titolo originale: Liars, Guns and Money (Part 3): Plan B
- Diretto da: Tony Tilse
- Scritto da: Justin Monjo

### Trama
John si trova con Scorpius legato ad una sfera metallica, con attaccati alla testa dei cavi, e chiede a Scorpius di rimuovergli il clone neurale che ha in testa. Su Moya, intanto, stanno guardando un videomessaggio di Crichton. Aeryn comunica che il piano andrà avanti comunque, cambierà solo il soggetto da recuperare. Ma appena saputo che non ci sono più soldi disponibili, Zelkin, lo Zeretan, dichiara che Moya ora gli appartiene, suscitando l'ilarità di Aeryn, che gli dà dell'idiota. Si ritrovano tutti contro tutti, ma Stark dà di matto e, alla fine, riesce a convincerli, quando Pilota comunica di aver rilevato una nave, è Talin con Creis. Natira sta dando un'”occhiata” a John, e viene a conoscenza dei tunnel spaziali. Talin è stato collegato a Moya per rigenerarla, mentre Aeryn sta parlando con Creis informandolo che Scorpius si trova al deposito e ha catturato John, e vorrebbe il suo aiuto, ma Creis le dice che, secondo lui, Crichton è già morto. Nel frattempo, gli altri stanno organizzando il piano di salvataggio. I primi a scendere saranno Rorf, il Vurkariano, e Bekesha, il Tablek, seguiti da Tyuvak, lo Sheyeng, con Zhaan e Stark. Jothee sta ammirando la spada di D'Argo, quando questi gli dice che è la sua spada Qualta, e gli spiega la sua origine. Il ragazzo, poi, lo accusa di tutto ciò che gli è successo da quando lo ha abbandonato, e che non andrà con lui a salvare John, per non rischiare di perdere di nuovo la sua libertà. Al deposito, Scorpius entra nella mente di John, dove c'è anche Harvey. Il luogo è un vecchio ricordo di John, che viene pugnalato alla schiena da Scorpius, e non riesce più a muoversi. Aeryn cerca in tutti i modi di farsi aiutare da Creis arrivando a donargli se stessa. D'Argo viene raggiunto da Jothee, che sembra aver cambiato idea, poi entrano anche Zelkin e Tyuvak, che lo minacciano, ma Pilota li avverte che se tenteranno di fargli del male verranno addormentati col gas daylon. D'Argo chiede a Pilota di creare un diversivo con l'aiuto di Moya effettuando una manovra a bassa quota. Aeryn è pronta a scendere. Intanto, John chiede a Scorpius di liberarlo, dato che ha ottenuto ciò che voleva, ma Scorpius si sente male e se ne va lasciandolo da solo con Natira. Rorf e Bekesh sono nel deposito, ma hanno qualche problema. Zhaan nota del fumo e scopre che Tyuvak ha dei problemi nel produrre fiamme, e teme che questo possa compromettere la missione, ma lui le chiede di procurargli del siero Takar, che è velenoso. Al deposito, Rorf viene catturato ed interrogato da Scorpius, e gli dice di non conoscere John, ma di lavorare per i pirati Zeretan. Natira non gli crede e lo acceca ad un occhio, dopodiché, Rorf confessa tutto quello che sa. Scorpius va a proteggere i generatori, e manda Braca nella stanza dei monitor a controllare cosa succede. D'Argo e gli altri sono pronti ad entrare in azione, mentre Rygel e Jothee rimangono sulla navetta, pronti a recuperarli. Natira è sempre con John, quest'ultimo apprende dalla donna che il chip può essergli rimosso senza ucciderlo. Natira sta per asportargli un occhio quando arriva Moya che attira l'attenzione consentendo a D'Argo e agli altri di scendere nel deposito. D'Argo fa irruzione e Bekesh mette fuori uso le telecamere, impedendo così a Braca di vedere cosa succede. John propone a Natira uno scambio, i tunnel spaziali per la sua libertà. Stark, Zhaan e Tyuvak sono al generatore, e lo Sheyeng si fa dare il siero da Zhaan. D'Argo, Aeryn e Bekesh stanno combattendo contro i pacificatori. Al generatore, intanto, lo Sheyeng non riesce a produrre la fiamma e arriva Scorpius con i pacificatori. A quel punto, per non mandare a monte la missione, decide di suicidarsi, distruggendo così il generatore. Il deposito rimane al buio e Aeryn, D'Argo e Bekesh escono e iniziano a sparare all'impazzata, fino a quando si rendono conto che tutti i pacificatori sono a terra. Scorpius chiama Natira, ma non gli risponde. John la convince ad entrare nella sua testa per farle capire che Scorpius la ucciderà. John riesce finalmente a convincerla e, con l'aiuto di Rolf, lo portano via. Zhaan e Stark si dirigono al punto di raccolta. Chiana era rimasta su Moya con Zelkin, e scopre che gli Zeretan lavorano per Scorpius. Questi ordina al suo socio, Kers, di azionare il flax, e Moya ne rimane intrappolata. Durante la fuga dal deposito, Rorf viene ucciso. John, ossessionato da Scorpius, non riesce a muoversi, Natira scappa lasciandolo lì. Quando John sta per essere raggiunto da Scorpius, D'Argo interviene facendo fuoco e Aeryn lo trascina via. Purtroppo sono in trappola. Talin con Creis distruggono il flax e la nave dei Zeretan, liberando Moya, e Chiana uccide Zelkin dopo aver lottato con lui. Al deposito continuano a sparare, mentre Rygel e Jothee vanno a recuperare Zhaan e Stark. Aeryn si è accordata con Creis, Talin dovrà agganciare il suo comunicatore e fare fuoco. John vuole tornare da Scorpius, ma Aeryn lo colpisce e lo fa portar via da D'Argo. Talin apre il fuoco e il deposito è distrutto. Sono tutti salvi a bordo di Moya. Aeryn è con Creis a bordo di Talin, ringraziandolo dell'aiuto, mentre John è nella sua stanza, tormentato dalla voce di Harvey che lo accusa di aver eliminato Scorpius, quando entra D'Argo con Jothee, ma John sembra fuori di testa e chiede all'amico di ucciderlo.
- Guest Star: Wayne Pygram (Scorpius), Lani Tupu (Capitano Bialar Crais), Paul Goddard (Stark), Claudia Karvan (Natira), Nicholas Hope (Akkor), Matt Newton (Ka Jothee), David Franklin (Braca), John Adam (Bekhesh), Jeremy Sims (Rorf), Linal Haft (Zelkin), David Bowers (Kurz), Thomas Holesgrove (Teurac)

## Diviso a metà
- Titolo originale: Die Me, Dichotomy
- Diretto da: Rowan Woods
- Scritto da: David Kemper

### Trama
Zhaan litiga con Rygel per via dei soldi che sono costati cari a Moya. Nel frattempo, hanno trovato un pianeta dove si trova un dottore in grado di aiutare John, che è ancora ossessionato da Scorpius. John sta impazzendo e sembra che l'aiuto di Aeryn non serva, dato che il clone sta prendendo il sopravvento sull'identità di Crichton. Aeryn, D'Argo e Chiana sono scesi per concordarsi col dottore, Tolkot, che si serve di Grunslik come interprete, che chiede dodicimila krepne per operare John, e alle loro rimostranze, il conto sale a quindicimila. Intanto, su Moya, John/Scorpius si aggira per la nave e, dopo un diverbio con Rygel, quest'ultimo viene colpito. D'Argo vorrebbe far operare Jothee per ripristinargli i tenk, ma il ragazzo non vuole, facendo capire al padre che se li è fatti tagliare lui. Zhaan e Stark sono da Grunslik per contrattare un calmante per Moya, dopo che Stark cerca di abbassare il prezzo, Grunslik aumenta il costo a ventimila. I due sono costretti ad accettare. Aeryn sorprende John/Scorpius intento a modificare il sistema delle comunicazioni di Moya e vorrebbe che smettesse, ma l'uomo la tramortisce. Creis discute con Talin la possibilità che Aeryn si possa unire a loro, quando la nave rileva un segnale dei pacificatori. Jothee raggiunge John/Scorpius, ma viene colpito anche lui; D'Argo assiste alla scena e, con la sua lingua, colpisce John/Scorpius e lo porta dal dottore. Stark è con lui e poi vengono raggiunti da Creis. Il dottore è pronto ad operare, ma nota che il cervello di John/Scorpius è ricoperto interamente da una specie di ragnatela, e secondo lui è inoperabile. D'Argo e Chiana si ritrovano a discutere su come informare Jothee della loro relazione. Intanto, Stark sta spruzzando la droga su Moya, per attutirle il dolore. Sul pianeta, Grunslik dice a John che forse c'è una possibilità. Una razza, gli Interior, presentano una somiglianza con la sua fisiologia, ma questo donatore non è ancora del tutto morto, è conservato in una capsula in criostasi sospeso tra la vita e la morte, ma John/Scorpius si rifiuta di prendere un pezzo di cervello da un essere ancora vivo. Dopo averci pensato un po', però, accetta di sottoporsi all'intervento. D'Argo e Stark hanno finito il lavoro su Moya, mentre Chiana e Jothee sono da Pilota, che sembra risentire della droga data a Moya, tanto da mostrarle un video che D'Argo ha registrato per lei in cui le chiede di sposarlo. Grunslik parla con Aeryn e Rygel di quanto tempo ci vorrà per rimuovere il chip e, quando Aeryn esce dalla stanza, Rygel si apparta per comprare una nave da Grunslik, per assicurarsi una via di fuga. Zhaan è con John/Scorpius, che le chiede di fare una fusione con lui, ma ciò procurerà un forte dolore alla donna. Aeryn è a bordo di Talin con Creis, che le dice che la nave l'ha scelta come guida, quando ricevono una chiamata da Moya. John/Scorpius ha preso il suo modulo e manda un messaggio a Scorpius. Creis chiede a Talin di intercettarlo e di bloccare quanto più possibile. Aeryn lo insegue col suo predatore. Zhaan dice a Stark che con la fusione ha capito che John non esiste più. Intanto, Aeryn ha agganciato il modulo di John/Scorpius. D'Argo comunica con Aeryn e le dice che, se ne avrà la possibilità, non esiti a sparare. Aeryn lo perde, per poi ritrovarselo sopra la sua nave. La donna cerca di far riemergere la parte di John che crede ci sia ancora, minacciando di abbatterlo, ma John/Scorpius atterra sul suo predatore costringendola ad eiettarsi. Purtroppo non riesce a sganciarsi dal sedile e finisce dentro il lago ghiacciato. D'Argo e Creis hanno la sua posizione. John si libera di Scorpius, ma per Aeryn ormai è troppo tardi, quando la raggiungono è già morta. Zhaan sta celebrando il suo funerale ed ognuno di loro le sta lasciando qualcosa. John chiede a D'Argo il suo coltello e prende una ciocca di capelli ad Aeryn, dopodiché si sottopone alla rimozione del chip, ma dovrà aiutare il dottor Tolkot, poiché non conosce l'anatomia umana. Grunslik comunica a Rygel che la sua nave è pronta. Su Moya, Jothee sta parlando con Chiana, i due si stanno per baciare quando arriva D'Argo che li interrompe. Nel laboratorio, John trova finalmente i tunnel spaziali nella sua memoria, quando arrivano i pacificatori. Intanto, il dottore estrae il chip, ma John non riesce più a parlare. Braca trova il corpo senza vita di Aeryn, e poi trova Grunslik. Il dottore sta per rimpiazzare il cervello a John, quando entra Scorpius che si prende il chip, infetta Tolkot e se ne va, lasciando in vita John.
- Guest Star: Wayne Pygram (Scorpius), Lani Tupu (Captain Bialar Crais), Paul Goddard (Stark), Hugh Keays-Byrne (Grunchlk), Matt Newton (Ka Jothee), David Franklin (Braca), Thomas Holesgrove (Tolkot)